# Afrikaans kampioenschap voetbal 2025 (kwalificatie)
De kwalificatie voor de Afrika cup 2025 is een kwalificatietoernooi van de Confédération Africaine de Football (CAF) om te bepalen welke landen mogen deelnemen aan het eindtoernooi van het Afrikaans kampioenschap voetbal van 2025. In totaal mogen 24 landen deelnemen aan het hoofdtoernooi. Marokko is als gastland automatisch gekwalificeerd. Deze kwalificatie duurt van 20 maart tot en met 19 november 2024.

## Deelnemers

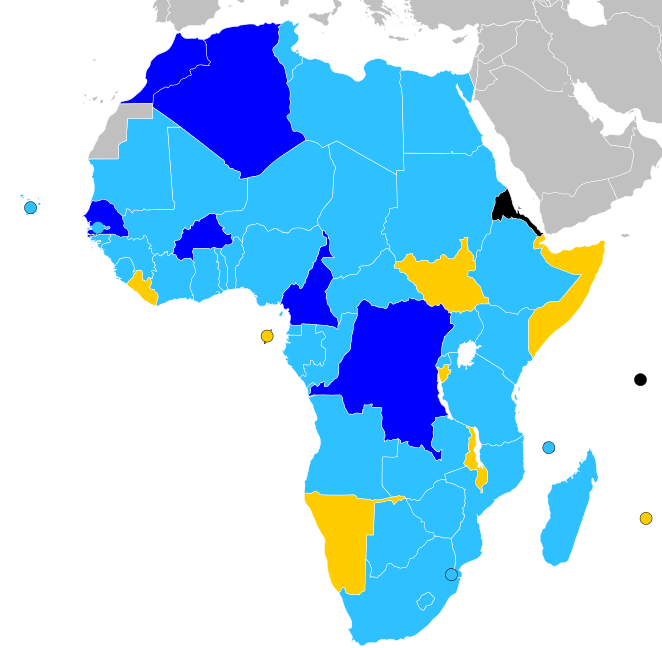
Gekwalificeerd
Niet gekwalificeerd
Geen deelname
Geen CAF-lid

De Seychellen en Eritrea deden niet mee. De andere leden van de CAF zijn hieronder verdeeld in twee groepen. Aan de linkerzijde de landen die instromen in de groepsfase van het toernooi en aan de rechterkant de landen die eerste een voorronde moesten spelen.
| Starten in groepsfase | Starten in voorronde |
| --- | --- |
| Marokko (12; gastland) Senegal (17) Nigeria (28) Egypte (36) Ivoorkust (39) Tunesië (41) Algerije (43) Mali (47) Kameroen (51) Zuid-Afrika (58) Burkina Faso (61) Congo-Kinshasa (63) Kaapverdië (65) Ghana (67) Guinee (76) Equatoriaal-Guinea (79) Gabon (84) Zambia (87) Oeganda (92) Angola (93) Benin (98) Mauritanië (106) Namibië (107) Madagaskar (109) Mozambique (110) Kenia (111) Congo-Brazzaville (112) Togo (116) Guinee-Bissau (118) Tanzania (119) Libië (120) Comoren (121) Malawi (122) Zimbabwe (124) Sierra Leone (126) Soedan (127) Niger (128) Centraal-Afrikaanse Republiek (129) Gambia (130) Rwanda (133) Burundi (140) Ethiopië (145) Botswana (146) Lesotho (148) | Swaziland (149) Liberia (152) Zuid-Soedan (166) Mauritius (177) Tsjaad (181) Sao Tomé en Principe (191) Djibouti (192) Somalië (198) |

## Data
| Ronde      | Wedstrijddag     | Data                | Wedstrijden                          |
| ---------- | ---------------- | ------------------- | ------------------------------------ |
| Voorronde  | Eerste wedstrijd | 18–22 maart 2024    | Team 1 vs. Team 2                    |
| Voorronde  | Tweede wedstrijd | 22–26 maart 2024    | Team 2 vs. Team 1                    |
| Groepsfase | Wedstrijddag 1   | 2–10 september 2024 | Team 1 vs. Team 2, Team 3 vs. Team 4 |
| Groepsfase | Wedstrijddag 2   | 2–10 september 2024 | Team 2 vs. Team 3, Team 4 vs. Team 1 |
| Groepsfase | Wedstrijddag 3   | 11–15 oktober 2024  | Team 1 vs. Team 3, Team 2 vs. Team 4 |
| Groepsfase | Wedstrijddag 4   | 11–15 oktober 2024  | Team 3 vs. Team 1, Team 4 vs. Team 2 |
| Groepsfase | Wedstrijddag 5   | 11–19 november 2024 | Team 2 vs. Team 1, Team 4 vs. Team 3 |
| Groepsfase | Wedstrijddag 6   | 11–19 november 2024 | Team 3 vs. Team 2, Team 1 vs. Team 4 |

## Voorronde

### Loting
De loting voor de voorronde werd gehouden op 20 februari 2024 om 14:00 (UTC+2) op het hoofdkantoor van de CAF in Caïro, Egypte. De acht deelnemende landen werden bij deze loting in twee potten verdeeld, hierbij werd gebruikt gemaakt van de FIFA-ranking van februari 2024.
Vetgedrukte landen kwalificeerden zich voor de groepsfase.
| Pot 1                                                           | Pot 2                                                                |
| --------------------------------------------------------------- | -------------------------------------------------------------------- |
| Swaziland (149) Liberia (152) Zuid-Soedan (166) Mauritius (177) | Tsjaad (181) Sao Tomé en Principe (191) Djibouti (192) Somalië (198) |

### Wedstrijden
| Team 1               | Tot.  | Team 2      | 1e wedstr. | 2e wedstr. |
| -------------------- | ----- | ----------- | ---------- | ---------- |
| Somalië              | 2 – 5 | Swaziland   | 0 – 3      | 2 – 2      |
| Sao Tomé en Principe | 1 – 1 | Zuid-Soedan | 1 – 1      | 0 – 0      |
| Tsjaad               | 3 – 1 | Mauritius   | 1 – 0      | 1 – 2      |
| Djibouti             | 0 – 2 | Liberia     | 0 – 2      | 0 – 0      |

|                                              |         |         |                                          |                                                                                  |
| 20 maart 2024 «onderlinge duels» 19:00 (UTC) | Somalië | 0 – 3   | Swaziland                                | Stade El Abdi, El Jadida (Marokko) Scheidsrechter: Andre Kolissala Mbangui (CAF) |
| 20 maart 2024 «onderlinge duels» 19:00 (UTC) |         | Verslag | 33' Figuareido 45+3' Ndzinisa 56' Thwala | Stade El Abdi, El Jadida (Marokko) Scheidsrechter: Andre Kolissala Mbangui (CAF) |

|                                                |                            |         |               |                                                                          |
| 26 maart 2024 «onderlinge duels» 15:00 (UTC+2) | Swaziland                  | 2 – 2   | Somalië       | Mbombelastadion, Mbombela (ZAF) Scheidsrechter: Joseph Odey Ogabor (NGR) |
| 26 maart 2024 «onderlinge duels» 15:00 (UTC+2) | Ndzinisa 46' Matsebula 49' | Verslag | 76', 84' Awad | Mbombelastadion, Mbombela (ZAF) Scheidsrechter: Joseph Odey Ogabor (NGR) |

Swaziland won met 5–2 over twee wedstrijden en kwalificeert zich voor de groepsfase.
|                                              |                      |         |             |                                                                                  |
| 22 maart 2024 «onderlinge duels» 19:00 (UTC) | Sao Tomé en Principe | 1 – 1   | Zuid-Soedan | Stade Municipal de Berkane, Berkane (Marokko) Scheidsrechter: Alhasan Bass (GAM) |
| 22 maart 2024 «onderlinge duels» 19:00 (UTC) | Leal 50'             | Verslag | 78' Elly    | Stade Municipal de Berkane, Berkane (Marokko) Scheidsrechter: Alhasan Bass (GAM) |

|                                              |             |       |                      |                                                                                   |
| 26 maart 2024 «onderlinge duels» 17:00 (UTC) | Zuid-Soedan | 0 – 0 | Sao Tomé en Principe | Stade Municipal de Berkane, Berkane (Marokko) Scheidsrechter: Keren Yocette (SEY) |
| 26 maart 2024 «onderlinge duels» 17:00 (UTC) | Verslag     |       |                      | Stade Municipal de Berkane, Berkane (Marokko) Scheidsrechter: Keren Yocette (SEY) |

Over twee wedstrijden was de stand 1 – 1, Zuid-Soedan scoorde meer uitdoelpunten en kwalificeert zich voor de groepsfase.
|                                                |             |         |           |                                                                                      |
| 22 maart 2024 «onderlinge duels» 19:00 (UTC+1) | Tsjaad      | 1 – 0   | Mauritius | Ahmadou Ahidjostadion, Yaoundé (Kameroen) Scheidsrechter: Ahmed Hassan Hussein (SOM) |
| 22 maart 2024 «onderlinge duels» 19:00 (UTC+1) | Thiam 90+3' | Verslag |           | Ahmadou Ahidjostadion, Yaoundé (Kameroen) Scheidsrechter: Ahmed Hassan Hussein (SOM) |

|                                                |                  |         |                          |                                                                                     |
| 26 maart 2024 «onderlinge duels» 19:00 (UTC+4) | Mauritius        | 1 – 2   | Tsjaad                   | Cote d'Or National Sports Complex, Saint Pierre Scheidsrechter: Hassen Corneh (LBR) |
| 26 maart 2024 «onderlinge duels» 19:00 (UTC+4) | Villeneuve 45+2' | Verslag | 74' Hiver Hissein 90+10' | Cote d'Or National Sports Complex, Saint Pierre Scheidsrechter: Hassen Corneh (LBR) |

Tsjaad won met 3–1 over twee wedstrijden en kwalificeert zich voor de groepsfase.
|                                              |          |         |                               |                                                                            |
| 20 maart 2024 «onderlinge duels» 22:00 (UTC) | Djibouti | 0 – 2   | Liberia                       | Stade de Marrakech, Marrakesh (Marokko) Scheidsrechter: Mehrez Melki (TUN) |
| 20 maart 2024 «onderlinge duels» 22:00 (UTC) |          | Verslag | 23' (pen.) Sangare 35' Dorley | Stade de Marrakech, Marrakesh (Marokko) Scheidsrechter: Mehrez Melki (TUN) |

|                                              |         |       |          |                                                                            |
| 26 maart 2024 «onderlinge duels» 16:00 (UTC) | Liberia | 0 – 0 | Djibouti | Samuel Kanyon Doe Sportcomplex, Monrovia Scheidsrechter: Karim Sabry (MAR) |
| 26 maart 2024 «onderlinge duels» 16:00 (UTC) | Verslag |       |          | Samuel Kanyon Doe Sportcomplex, Monrovia Scheidsrechter: Karim Sabry (MAR) |

Liberia won met 2–0 over twee wedstrijden en kwalificeert zich voor de groepsfase.

## Groepsfase

### Loting
De loting voor de groepsfase vond plaats op 4 juli 2024 om 14:30 (UTC+2) in Johannesburg, Zuid-Afrika. Bij de loting voor de groepsfase voor het toernooi werden  alle 48 landen verdeeld over vier potten. Hierbij werd rekening gehouden met de FIFA-wereldranglijst van juni 2024. Er zullen in de groepsfase 12 groepen komen, uit iedere pot 1 land. Van de 48 landen zijn er 44 die in deze fase instromen. Vier landen hebben zich gekwalificeerd vanuit de voorronde van het toernooi.
| Pot 1 | Pot 2 | Pot 3 | Pot 4 |
| --- | --- | --- | --- |
| Marokko (12; gastland) Senegal (18) Egypte (36) Ivoorkust (37) Nigeria (38) Tunesië (41) Algerije (44) Kameroen (49) Mali (50) Zuid-Afrika (59) Congo-Kinshasa (61) Ghana (64) | Kaapverdië (65) Burkina Faso (67) Guinee (77) Gabon (83) Equatoriaal-Guinea (89) Zambia (90) Benin (91) Angola (92) Oeganda (94) Namibië (97) Mozambique (103) Madagaskar (104) | Kenia (108) Mauritanië (112) Congo-Brazzaville (113) Tanzania (114) Guinee-Bissau (115) Libië (118) Comoren (119) Togo (120) Soedan (121) Sierra Leone (122) Malawi (125) Centraal-Afrikaanse Republiek (127) | Niger (128) Zimbabwe (129) Rwanda (131) Gambia (132) Burundi (140) Liberia (142) Ethiopië (143) Botswana (145) Lesotho (149) Swaziland (154) Zuid-Soedan (167) Tsjaad (178) |

### Tiebreakers
De landen worden gerankt volgens het puntensysteem waarbij bij winst 3 punten worden verdiend, 1 punt voor een gelijkspel en 0 punten bij verlies. Als landen gelijkstaan in punten worden de landen gepositioneerd volgens de volgende criteria:
1. Hoogste aantal punten verkregen bij de onderlinge wedstrijden tussen de teams;
2. Doelsaldo verkregen bij de onderlinge wedstrijden tussen de gelijk eindigende teams (als er meer dan twee teams gelijk staan);
3. Hoogste aantal gemaakte doelpunten verkregen bij de onderlinge wedstrijden tussen de teams (als er meer dan twee teams gelijk staan);
4. Aantal uitdoelpunten gescoord bij de onderlinge wedstrijden tussen de teams;
5. Als meer dan twee landen gelijk eindigen dan kunnen bovenstaande criteria eventueel een tweede keer worden toegepast als na de eerste keer nog steeds een aantal landen gelijk staan;
6. Doelsaldo in alle groepswedstrijden;
7. Aantal doelpunten in alle groepswedstrijden;
8. Aantal uitdoelpunten in alle groepswedstrijden;
9. Loting

### Groep A
| Pos | Team       | Wed | W | G | V | Ptn | DV | DT | +/− | Kwalificatie  |       | Vlag van Comoren | Vlag van Tunesië | Vlag van Gambia | Vlag van Madagaskar |
| --- | ---------- | --- | - | - | - | --- | -- | -- | --- | ------------- | ----- | ---------------- | ---------------- | --------------- | ------------------- |
| 1   | Comoren    | 6   | 3 | 3 | 0 | 12  | 7  | 4  | +3  | Hoofdtoernooi |       |                  | 1 – 1            | 1 – 1           | 1 – 0               |
| 2   | Tunesië    | 6   | 3 | 1 | 2 | 10  | 7  | 6  | +1  | Hoofdtoernooi |       | 0 – 1            |                  | 0 – 1           | 1 – 0               |
| 3   | Gambia     | 6   | 2 | 2 | 2 | 8   | 6  | 6  | 0   |               |       | 1 – 2            | 1 – 2            |                 | 1 – 0               |
| 4   | Madagaskar | 6   | 0 | 2 | 4 | 2   | 4  | 8  | −4  |               | 1 – 1 | 2 – 3            | 1 – 1            |                 |                     |

|                                                   |                |         |              | |
| 4 september 2024 «onderlinge duels» 16:00 (UTC+1) | Comoren        | 1 – 1   | Gambia       | Stadion: Stade Ben M'Hamed El Abdi, El Jadida (Marokko) Scheidsrechter: Chelangat Ali Sabilla (UGA) |
| 4 september 2024 «onderlinge duels» 16:00 (UTC+1) | M'Changama 37' | Verslag | 45+1' Barrow | Stadion: Stade Ben M'Hamed El Abdi, El Jadida (Marokko) Scheidsrechter: Chelangat Ali Sabilla (UGA) |
| 4 september 2024 «onderlinge duels» 16:00 (UTC+1) |                |         |              | Stadion: Stade Ben M'Hamed El Abdi, El Jadida (Marokko) Scheidsrechter: Chelangat Ali Sabilla (UGA) |
| 4 september 2024 «onderlinge duels» 16:00 (UTC+1) |                |         |              | Stadion: Stade Ben M'Hamed El Abdi, El Jadida (Marokko) Scheidsrechter: Chelangat Ali Sabilla (UGA) |
|                                                   |                |         |              | |

|                                                   |             |         |            |                                                                                         |
| 5 september 2024 «onderlinge duels» 20:00 (UTC+1) | Tunesië     | 1 – 0   | Madagaskar | Stadion: Stade Olympique Hammadi Agrebi, Tunis Scheidsrechter: Jean-Jacques Ndala (COD) |
| 5 september 2024 «onderlinge duels» 20:00 (UTC+1) | Sassi 90+8' | Verslag |            | Stadion: Stade Olympique Hammadi Agrebi, Tunis Scheidsrechter: Jean-Jacques Ndala (COD) |
| 5 september 2024 «onderlinge duels» 20:00 (UTC+1) |             |         |            | Stadion: Stade Olympique Hammadi Agrebi, Tunis Scheidsrechter: Jean-Jacques Ndala (COD) |
| 5 september 2024 «onderlinge duels» 20:00 (UTC+1) |             |         |            | Stadion: Stade Olympique Hammadi Agrebi, Tunis Scheidsrechter: Jean-Jacques Ndala (COD) |
|                                                   |             |         |            |                                                                                         |

|                                                   |          |         |                           | |
| 8 september 2024 «onderlinge duels» 16:00 (UTC+1) | Gambia   | 1 – 2   | Tunesië                   | Stadion: Stade Ben M'Hamed El Abdi, El Jadida (Marokko) Toeschouwers: 1.000 Scheidsrechter: Tewodros Mitiku (ETH) |
| 8 september 2024 «onderlinge duels» 16:00 (UTC+1) | Sowe 14' | Verslag | 11' Abdi 75' Ben Romdhane | Stadion: Stade Ben M'Hamed El Abdi, El Jadida (Marokko) Toeschouwers: 1.000 Scheidsrechter: Tewodros Mitiku (ETH) |
| 8 september 2024 «onderlinge duels» 16:00 (UTC+1) |          |         |                           | Stadion: Stade Ben M'Hamed El Abdi, El Jadida (Marokko) Toeschouwers: 1.000 Scheidsrechter: Tewodros Mitiku (ETH) |
| 8 september 2024 «onderlinge duels» 16:00 (UTC+1) |          |         |                           | Stadion: Stade Ben M'Hamed El Abdi, El Jadida (Marokko) Toeschouwers: 1.000 Scheidsrechter: Tewodros Mitiku (ETH) |
|                                                   |          |         |                           | |

|                                                   |                    |         |                |                                                                               |
| 9 september 2024 «onderlinge duels» 16:00 (UTC+1) | Madagaskar         | 1 – 1   | Comoren        | Stadion: Stade d'Honneur d'Oujda, Oujda Scheidsrechter: Patrice Mebiame (GAB) |
| 9 september 2024 «onderlinge duels» 16:00 (UTC+1) | Andriamatsinoro 9' | Verslag | 41' M'Changama | Stadion: Stade d'Honneur d'Oujda, Oujda Scheidsrechter: Patrice Mebiame (GAB) |
| 9 september 2024 «onderlinge duels» 16:00 (UTC+1) |                    |         |                | Stadion: Stade d'Honneur d'Oujda, Oujda Scheidsrechter: Patrice Mebiame (GAB) |
| 9 september 2024 «onderlinge duels» 16:00 (UTC+1) |                    |         |                | Stadion: Stade d'Honneur d'Oujda, Oujda Scheidsrechter: Patrice Mebiame (GAB) |
|                                                   |                    |         |                |                                                                               |

|                                                  |                 |         |              |                                                                                |
| 11 oktober 2024 «onderlinge duels» 15:00 (UTC+1) | Madagaskar      | 1 – 1   | Gambia       | Stadion: Stade Larbi Zaouli, Casablanca Scheidsrechter: Chelanget Sabila (UGA) |
| 11 oktober 2024 «onderlinge duels» 15:00 (UTC+1) | Couturier 45+2' | Verslag | 90+7' Minteh | Stadion: Stade Larbi Zaouli, Casablanca Scheidsrechter: Chelanget Sabila (UGA) |
| 11 oktober 2024 «onderlinge duels» 15:00 (UTC+1) |                 |         |              | Stadion: Stade Larbi Zaouli, Casablanca Scheidsrechter: Chelanget Sabila (UGA) |
| 11 oktober 2024 «onderlinge duels» 15:00 (UTC+1) |                 |         |              | Stadion: Stade Larbi Zaouli, Casablanca Scheidsrechter: Chelanget Sabila (UGA) |
|                                                  |                 |         |              |                                                                                |

|                                                  |         |         |          |                                                                                    |
| 11 oktober 2024 «onderlinge duels» 20:00 (UTC+1) | Tunesië | 0 – 1   | Comoren  | Stadion: Stade Olympique Hammadi Agrebi, Tunis Scheidsrechter: Joseph Ogabor (NGR) |
| 11 oktober 2024 «onderlinge duels» 20:00 (UTC+1) |         | Verslag | 63' Saïd | Stadion: Stade Olympique Hammadi Agrebi, Tunis Scheidsrechter: Joseph Ogabor (NGR) |
| 11 oktober 2024 «onderlinge duels» 20:00 (UTC+1) |         |         |          | Stadion: Stade Olympique Hammadi Agrebi, Tunis Scheidsrechter: Joseph Ogabor (NGR) |
| 11 oktober 2024 «onderlinge duels» 20:00 (UTC+1) |         |         |          | Stadion: Stade Olympique Hammadi Agrebi, Tunis Scheidsrechter: Joseph Ogabor (NGR) |
|                                                  |         |         |          |                                                                                    |

|                                                  |            |         |            |                                                                                                |
| 14 oktober 2024 «onderlinge duels» 15:00 (UTC+1) | Gambia     | 1 – 0   | Madagaskar | Stadion: Stade Ben M'Hamed El Abdi, El Jadida (Marokko) Scheidsrechter: Bouchra Karboubi (MAR) |
| 14 oktober 2024 «onderlinge duels» 15:00 (UTC+1) | Barrow 62' | Verslag |            | Stadion: Stade Ben M'Hamed El Abdi, El Jadida (Marokko) Scheidsrechter: Bouchra Karboubi (MAR) |
| 14 oktober 2024 «onderlinge duels» 15:00 (UTC+1) |            |         |            | Stadion: Stade Ben M'Hamed El Abdi, El Jadida (Marokko) Scheidsrechter: Bouchra Karboubi (MAR) |
| 14 oktober 2024 «onderlinge duels» 15:00 (UTC+1) |            |         |            | Stadion: Stade Ben M'Hamed El Abdi, El Jadida (Marokko) Scheidsrechter: Bouchra Karboubi (MAR) |
|                                                  |            |         |            |                                                                                                |

|                                                |              |         |            | |
| 15 oktober 2024 «onderlinge duels» 19:00 (UTC) | Comoren      | 1 – 1   | Tunesië    | Stadion: Stade Félix Houphouët-Boigny, Abidjan (Ivoorkust) Scheidsrechter: Tsegay Mogos Teklu (ERI) |
| 15 oktober 2024 «onderlinge duels» 19:00 (UTC) | Selemani 49' | Verslag | 69' Meriah | Stadion: Stade Félix Houphouët-Boigny, Abidjan (Ivoorkust) Scheidsrechter: Tsegay Mogos Teklu (ERI) |
| 15 oktober 2024 «onderlinge duels» 19:00 (UTC) |              |         |            | Stadion: Stade Félix Houphouët-Boigny, Abidjan (Ivoorkust) Scheidsrechter: Tsegay Mogos Teklu (ERI) |
| 15 oktober 2024 «onderlinge duels» 19:00 (UTC) |              |         |            | Stadion: Stade Félix Houphouët-Boigny, Abidjan (Ivoorkust) Scheidsrechter: Tsegay Mogos Teklu (ERI) |
|                                                |              |         |            | |

|                                                   |                                 |         |                                                  |                                                                                     |
| 14 november 2024 «onderlinge duels» 17:00 (UTC+2) | Madagaskar                      | 2 – 3   | Tunesië                                          | Stadion: Loftus Versfeld, Pretoria (Zuid-Afrika) Scheidsrechter: Pierre Atcho (GAB) |
| 14 november 2024 «onderlinge duels» 17:00 (UTC+2) | Memmiche 20' (e.d.) Amada 45+1' | Verslag | 6' Rafia 40' Ltaief 74', 89' Kechrida 90+3' Abdi | Stadion: Loftus Versfeld, Pretoria (Zuid-Afrika) Scheidsrechter: Pierre Atcho (GAB) |
| 14 november 2024 «onderlinge duels» 17:00 (UTC+2) |                                 |         |                                                  | Stadion: Loftus Versfeld, Pretoria (Zuid-Afrika) Scheidsrechter: Pierre Atcho (GAB) |
| 14 november 2024 «onderlinge duels» 17:00 (UTC+2) |                                 |         |                                                  | Stadion: Loftus Versfeld, Pretoria (Zuid-Afrika) Scheidsrechter: Pierre Atcho (GAB) |
|                                                   |                                 |         |                                                  |                                                                                     |

|                                                 |           |         |                      |                                                                                            |
| 15 november 2024 «onderlinge duels» 18:00 (UTC) | Gambia    | 1 – 2   | Comoren              | Stadion: Stade Municipal de Berkane, Berkane (Marokko) Scheidsrechter: Ibrahim Mutaz (LBY) |
| 15 november 2024 «onderlinge duels» 18:00 (UTC) | Jatta 18' | Verslag | 25' Saïd 90' Maolida | Stadion: Stade Municipal de Berkane, Berkane (Marokko) Scheidsrechter: Ibrahim Mutaz (LBY) |
| 15 november 2024 «onderlinge duels» 18:00 (UTC) |           |         |                      | Stadion: Stade Municipal de Berkane, Berkane (Marokko) Scheidsrechter: Ibrahim Mutaz (LBY) |
| 15 november 2024 «onderlinge duels» 18:00 (UTC) |           |         |                      | Stadion: Stade Municipal de Berkane, Berkane (Marokko) Scheidsrechter: Ibrahim Mutaz (LBY) |
|                                                 |           |         |                      |                                                                                            |

|                                                 |              |         |            |                                                                                          |
| 18 november 2024 «onderlinge duels» 16:00 (UTC) | Comoren      | 1 – 0   | Madagaskar | Stadion: Stade Mimoun Al Arsi, Al Hoceima (Marokko) Scheidsrechter: Mahmood Ismail (SUD) |
| 18 november 2024 «onderlinge duels» 16:00 (UTC) | Bourhane 47' | Verslag |            | Stadion: Stade Mimoun Al Arsi, Al Hoceima (Marokko) Scheidsrechter: Mahmood Ismail (SUD) |
| 18 november 2024 «onderlinge duels» 16:00 (UTC) |              |         |            | Stadion: Stade Mimoun Al Arsi, Al Hoceima (Marokko) Scheidsrechter: Mahmood Ismail (SUD) |
| 18 november 2024 «onderlinge duels» 16:00 (UTC) |              |         |            | Stadion: Stade Mimoun Al Arsi, Al Hoceima (Marokko) Scheidsrechter: Mahmood Ismail (SUD) |
|                                                 |              |         |            |                                                                                          |

|                                                   |         |         |            |                                                                                            |
| 18 november 2024 «onderlinge duels» 20:00 (UTC+1) | Tunesië | 0 – 1   | Gambia     | Stadion: Stade Olympique Hammadi Agrebi, Radès Scheidsrechter: Daniel Nii Ayi Laryea (GHA) |
| 18 november 2024 «onderlinge duels» 20:00 (UTC+1) |         | Verslag | 17' Ceesay | Stadion: Stade Olympique Hammadi Agrebi, Radès Scheidsrechter: Daniel Nii Ayi Laryea (GHA) |
| 18 november 2024 «onderlinge duels» 20:00 (UTC+1) |         |         |            | Stadion: Stade Olympique Hammadi Agrebi, Radès Scheidsrechter: Daniel Nii Ayi Laryea (GHA) |
| 18 november 2024 «onderlinge duels» 20:00 (UTC+1) |         |         |            | Stadion: Stade Olympique Hammadi Agrebi, Radès Scheidsrechter: Daniel Nii Ayi Laryea (GHA) |
|                                                   |         |         |            |                                                                                            |

### Groep B
| Pos | Team                          | Wed | W | G | V | Ptn | DV | DT | +/− | Kwalificatie  |       | Vlag van Mauritanië | Vlag van Gabon | Vlag van Lesotho | Vlag van Centraal-Afrikaanse Republiek |
| --- | ----------------------------- | --- | - | - | - | --- | -- | -- | --- | ------------- | ----- | ------------------- | -------------- | ---------------- | -------------------------------------- |
| 1   | Marokko                       | 6   | 6 | 0 | 0 | 18  | 26 | 2  | +24 | Hoofdtoernooi |       |                     | 4 – 1          | 7 – 0            | 5 – 0                                  |
| 2   | Gabon                         | 6   | 3 | 1 | 2 | 10  | 7  | 9  | −2  | Hoofdtoernooi |       | 1 – 5               |                | 0 – 0            | 2 – 0                                  |
| 3   | Lesotho                       | 6   | 1 | 1 | 4 | 4   | 2  | 13 | −11 |               |       | 0 – 1               | 0 – 2          |                  | 1 – 0                                  |
| 4   | Centraal-Afrikaanse Republiek | 6   | 1 | 0 | 5 | 3   | 3  | 14 | −11 |               | 0 – 4 | 0 – 1               | 3 – 1          |                  |                                        |

1. ↑  Marokko is als gastland van het eindtoernooi automatisch gekwalificeerd.

|                                                   |                               |         |          |                                                                                 |
| 5 september 2024 «onderlinge duels» 16:00 (UTC+1) | Centr.-Afrik. Rep.            | 3 – 1   | Lesotho  | Stadion: Stade El Abdi, El Jadida (Marokko) Scheidsrechter: Youcef Gamouh (ALG) |
| 5 september 2024 «onderlinge duels» 16:00 (UTC+1) | Mafouta 1', 24' Koyalipou 62' | Verslag | 56' Sera | Stadion: Stade El Abdi, El Jadida (Marokko) Scheidsrechter: Youcef Gamouh (ALG) |
| 5 september 2024 «onderlinge duels» 16:00 (UTC+1) |                               |         |          | Stadion: Stade El Abdi, El Jadida (Marokko) Scheidsrechter: Youcef Gamouh (ALG) |
| 5 september 2024 «onderlinge duels» 16:00 (UTC+1) |                               |         |          | Stadion: Stade El Abdi, El Jadida (Marokko) Scheidsrechter: Youcef Gamouh (ALG) |
|                                                   |                               |         |          |                                                                                 |

|                                                   |                                                     |         |                       |                                                                 |
| 6 september 2024 «onderlinge duels» 19:00 (UTC+1) | Marokko                                             | 4 – 1   | Gabon                 | Stadion: Stade Adrar, Agadir Scheidsrechter: Dahane Beida (MTN) |
| 6 september 2024 «onderlinge duels» 19:00 (UTC+1) | Ziyech 10' (pen.), 26' (pen.) Díaz 59' El Kaabi 82' | Verslag | 40' (pen.) Aubameyang | Stadion: Stade Adrar, Agadir Scheidsrechter: Dahane Beida (MTN) |
| 6 september 2024 «onderlinge duels» 19:00 (UTC+1) |                                                     |         |                       | Stadion: Stade Adrar, Agadir Scheidsrechter: Dahane Beida (MTN) |
| 6 september 2024 «onderlinge duels» 19:00 (UTC+1) |                                                     |         |                       | Stadion: Stade Adrar, Agadir Scheidsrechter: Dahane Beida (MTN) |
|                                                   |                                                     |         |                       |                                                                 |

|                                                   |         |         |              |                                                                                    |
| 9 september 2024 «onderlinge duels» 19:00 (UTC+1) | Lesotho | 0 – 1   | Marokko      | Stadion: Stade Adrar, Agadir (Marokko) Scheidsrechter: Clement Franklin Kpan (CIV) |
| 9 september 2024 «onderlinge duels» 19:00 (UTC+1) |         | Verslag | 90+3' Brahim | Stadion: Stade Adrar, Agadir (Marokko) Scheidsrechter: Clement Franklin Kpan (CIV) |
| 9 september 2024 «onderlinge duels» 19:00 (UTC+1) |         |         |              | Stadion: Stade Adrar, Agadir (Marokko) Scheidsrechter: Clement Franklin Kpan (CIV) |
| 9 september 2024 «onderlinge duels» 19:00 (UTC+1) |         |         |              | Stadion: Stade Adrar, Agadir (Marokko) Scheidsrechter: Clement Franklin Kpan (CIV) |
|                                                   |         |         |              |                                                                                    |

|                                                    |                                   |         |                    |                                                                                                   |
| 10 september 2024 «onderlinge duels» 17:00 (UTC+1) | Gabon                             | 2 – 0   | Centr.-Afrik. Rep. | Stadion: Stade de Franceville, Franceville Toeschouwers: 8.679 Scheidsrechter: Peter Waweru (KEN) |
| 10 september 2024 «onderlinge duels» 17:00 (UTC+1) | Aubameyang 11' (pen.) Babicka 40' | Verslag |                    | Stadion: Stade de Franceville, Franceville Toeschouwers: 8.679 Scheidsrechter: Peter Waweru (KEN) |
| 10 september 2024 «onderlinge duels» 17:00 (UTC+1) |                                   |         |                    | Stadion: Stade de Franceville, Franceville Toeschouwers: 8.679 Scheidsrechter: Peter Waweru (KEN) |
| 10 september 2024 «onderlinge duels» 17:00 (UTC+1) |                                   |         |                    | Stadion: Stade de Franceville, Franceville Toeschouwers: 8.679 Scheidsrechter: Peter Waweru (KEN) |
|                                                    |                                   |         |                    |                                                                                                   |

|                                                  |         |       |         |                                                                                              |
| 11 oktober 2024 «onderlinge duels» 20:00 (UTC+1) | Gabon   | 0 – 0 | Lesotho | Stadion: Stade de Franceville, Franceville Scheidsrechter: Adissa Abdul Raphiou Ligali (BEN) |
| 11 oktober 2024 «onderlinge duels» 20:00 (UTC+1) | Verslag |       |         | Stadion: Stade de Franceville, Franceville Scheidsrechter: Adissa Abdul Raphiou Ligali (BEN) |
| 11 oktober 2024 «onderlinge duels» 20:00 (UTC+1) |         |       |         | Stadion: Stade de Franceville, Franceville Scheidsrechter: Adissa Abdul Raphiou Ligali (BEN) |
| 11 oktober 2024 «onderlinge duels» 20:00 (UTC+1) |         |       |         | Stadion: Stade de Franceville, Franceville Scheidsrechter: Adissa Abdul Raphiou Ligali (BEN) |
|                                                  |         |       |         |                                                                                              |

|                                                  |                                                               |         |                    |                                                                                                 |
| 12 oktober 2024 «onderlinge duels» 20:00 (UTC+1) | Marokko                                                       | 5 – 0   | Centr.-Afrik. Rep. | Stadion: Stade d'Honneur d'Oujda, Oujda Toeschouwers: 19.800 Scheidsrechter: Alhasan Bass (GAM) |
| 12 oktober 2024 «onderlinge duels» 20:00 (UTC+1) | Ezzalzouli 18' Ounahi 38', 45+2' Hakimi 45' Rahimi 71' (pen.) | Verslag |                    | Stadion: Stade d'Honneur d'Oujda, Oujda Toeschouwers: 19.800 Scheidsrechter: Alhasan Bass (GAM) |
| 12 oktober 2024 «onderlinge duels» 20:00 (UTC+1) |                                                               |         |                    | Stadion: Stade d'Honneur d'Oujda, Oujda Toeschouwers: 19.800 Scheidsrechter: Alhasan Bass (GAM) |
| 12 oktober 2024 «onderlinge duels» 20:00 (UTC+1) |                                                               |         |                    | Stadion: Stade d'Honneur d'Oujda, Oujda Toeschouwers: 19.800 Scheidsrechter: Alhasan Bass (GAM) |
|                                                  |                                                               |         |                    |                                                                                                 |

|                                                  |         |         |                         |                                                                                                 |
| 15 oktober 2024 «onderlinge duels» 15:00 (UTC+2) | Lesotho | 0 – 2   | Gabon                   | Stadion: Moses Mabhidastadion, Durban (Zuid-Afrika) Scheidsrechter: Daniel Nii Ayi Laryea (GHA) |
| 15 oktober 2024 «onderlinge duels» 15:00 (UTC+2) |         | Verslag | 55' Babicka 84' Effaghe | Stadion: Moses Mabhidastadion, Durban (Zuid-Afrika) Scheidsrechter: Daniel Nii Ayi Laryea (GHA) |
| 15 oktober 2024 «onderlinge duels» 15:00 (UTC+2) |         |         |                         | Stadion: Moses Mabhidastadion, Durban (Zuid-Afrika) Scheidsrechter: Daniel Nii Ayi Laryea (GHA) |
| 15 oktober 2024 «onderlinge duels» 15:00 (UTC+2) |         |         |                         | Stadion: Moses Mabhidastadion, Durban (Zuid-Afrika) Scheidsrechter: Daniel Nii Ayi Laryea (GHA) |
|                                                  |         |         |                         |                                                                                                 |

|                                                  |                    |         |                                                         |                                                                                         |
| 15 oktober 2024 «onderlinge duels» 20:00 (UTC+1) | Centr.-Afrik. Rep. | 0 – 4   | Marokko                                                 | Stadion: Stade d'Honneur d'Oujda, Oujda (Marokko) Scheidsrechter: Naby Laye Touré (GUI) |
| 15 oktober 2024 «onderlinge duels» 20:00 (UTC+1) |                    | Verslag | 34', 38' Ben Seghir 50' (pen.) En-Nesyri 66' Ezzalzouli | Stadion: Stade d'Honneur d'Oujda, Oujda (Marokko) Scheidsrechter: Naby Laye Touré (GUI) |
| 15 oktober 2024 «onderlinge duels» 20:00 (UTC+1) |                    |         |                                                         | Stadion: Stade d'Honneur d'Oujda, Oujda (Marokko) Scheidsrechter: Naby Laye Touré (GUI) |
| 15 oktober 2024 «onderlinge duels» 20:00 (UTC+1) |                    |         |                                                         | Stadion: Stade d'Honneur d'Oujda, Oujda (Marokko) Scheidsrechter: Naby Laye Touré (GUI) |
|                                                  |                    |         |                                                         |                                                                                         |

|                                                   |                |         |                    |                                                                                           |
| 14 november 2024 «onderlinge duels» 14:00 (UTC+2) | Lesotho        | 1 – 0   | Centr.-Afrik. Rep. | Stadion: Vrystaat-stadion, Bloemfontein (Zuid-Afrika) Scheidsrechter: Ahmed Arajiga (TAN) |
| 14 november 2024 «onderlinge duels» 14:00 (UTC+2) | Mokhachane 51' | Verslag |                    | Stadion: Vrystaat-stadion, Bloemfontein (Zuid-Afrika) Scheidsrechter: Ahmed Arajiga (TAN) |
| 14 november 2024 «onderlinge duels» 14:00 (UTC+2) |                |         |                    | Stadion: Vrystaat-stadion, Bloemfontein (Zuid-Afrika) Scheidsrechter: Ahmed Arajiga (TAN) |
| 14 november 2024 «onderlinge duels» 14:00 (UTC+2) |                |         |                    | Stadion: Vrystaat-stadion, Bloemfontein (Zuid-Afrika) Scheidsrechter: Ahmed Arajiga (TAN) |
|                                                   |                |         |                    |                                                                                           |

|                                                   |            |         |                                                       |                                                                               |
| 15 november 2024 «onderlinge duels» 19:00 (UTC+1) | Gabon      | 1 – 5   | Marokko                                               | Stadion: Stade de Franceville, Franceville Scheidsrechter: Abongile Tom (RSA) |
| 15 november 2024 «onderlinge duels» 19:00 (UTC+1) | Bouanga 4' | Verslag | 17' Harkass 20', 23' Brahim 81' En-Nesyri 90' Saibari | Stadion: Stade de Franceville, Franceville Scheidsrechter: Abongile Tom (RSA) |
| 15 november 2024 «onderlinge duels» 19:00 (UTC+1) |            |         |                                                       | Stadion: Stade de Franceville, Franceville Scheidsrechter: Abongile Tom (RSA) |
| 15 november 2024 «onderlinge duels» 19:00 (UTC+1) |            |         |                                                       | Stadion: Stade de Franceville, Franceville Scheidsrechter: Abongile Tom (RSA) |
|                                                   |            |         |                                                       |                                                                               |

|                                                   |                                                                        |         |         |                                                                                         |
| 18 november 2024 «onderlinge duels» 19:00 (UTC+1) | Marokko                                                                | 7 – 0   | Lesotho | Stadion: Stade d'Honneur d'Oujda, Oujda Scheidsrechter: Jean Jacques Ndala Ngambo (COD) |
| 18 november 2024 «onderlinge duels» 19:00 (UTC+1) | Brahim 5', 15', 42' Rahimi 37', 45+2' (pen.) En-Nesyri 68' Saibari 70' | Verslag |         | Stadion: Stade d'Honneur d'Oujda, Oujda Scheidsrechter: Jean Jacques Ndala Ngambo (COD) |
| 18 november 2024 «onderlinge duels» 19:00 (UTC+1) |                                                                        |         |         | Stadion: Stade d'Honneur d'Oujda, Oujda Scheidsrechter: Jean Jacques Ndala Ngambo (COD) |
| 18 november 2024 «onderlinge duels» 19:00 (UTC+1) |                                                                        |         |         | Stadion: Stade d'Honneur d'Oujda, Oujda Scheidsrechter: Jean Jacques Ndala Ngambo (COD) |
|                                                   |                                                                        |         |         |                                                                                         |

|                                                   |                    |         |                  |                                                                                        |
| 18 november 2024 «onderlinge duels» 19:00 (UTC+1) | Centr.-Afrik. Rep. | 0 – 1   | Gabon            | Stadion: Orlandostadion, Johannesburg (Zuid-Afrika) Scheidsrechter: Dahane Beida (MTN) |
| 18 november 2024 «onderlinge duels» 19:00 (UTC+1) |                    | Verslag | 74' (pen.) Kanga | Stadion: Orlandostadion, Johannesburg (Zuid-Afrika) Scheidsrechter: Dahane Beida (MTN) |
| 18 november 2024 «onderlinge duels» 19:00 (UTC+1) |                    |         |                  | Stadion: Orlandostadion, Johannesburg (Zuid-Afrika) Scheidsrechter: Dahane Beida (MTN) |
| 18 november 2024 «onderlinge duels» 19:00 (UTC+1) |                    |         |                  | Stadion: Orlandostadion, Johannesburg (Zuid-Afrika) Scheidsrechter: Dahane Beida (MTN) |
|                                                   |                    |         |                  |                                                                                        |

### Groep C
| Pos | Team       | Wed | W | G | V | Ptn | DV | DT | +/− | Kwalificatie  |       | Vlag van Egypte | Vlag van Botswana | Vlag van Mauritanië | Vlag van Kaapverdië |
| --- | ---------- | --- | - | - | - | --- | -- | -- | --- | ------------- | ----- | --------------- | ----------------- | ------------------- | ------------------- |
| 1   | Egypte     | 6   | 4 | 2 | 0 | 14  | 12 | 2  | +10 | Hoofdtoernooi |       |                 | 1 – 1             | 2 – 0               | 3 – 0               |
| 2   | Botswana   | 6   | 2 | 2 | 2 | 8   | 4  | 7  | −3  | Hoofdtoernooi |       | 0 – 4           |                   | 1 – 1               | 1 – 0               |
| 3   | Mauritanië | 6   | 2 | 1 | 3 | 7   | 3  | 6  | −3  |               |       | 0 – 1           | 1 – 0             |                     | 1 – 0               |
| 4   | Kaapverdië | 6   | 1 | 1 | 4 | 4   | 3  | 7  | −4  |               | 1 – 1 | 0 – 1           | 2 – 0             |                     |                     |

|                                                   |                                   |         |            |                                                                                      |
| 6 september 2024 «onderlinge duels» 22:00 (UTC+3) | Egypte                            | 3 – 0   | Kaapverdië | Stadion: Cairostadion, Caïro Toeschouwers: 10.000 Scheidsrechter: Abongile Tom (RSA) |
| 6 september 2024 «onderlinge duels» 22:00 (UTC+3) | Rabia 23' Marmoush 45+1' Adel 70' | Verslag |            | Stadion: Cairostadion, Caïro Toeschouwers: 10.000 Scheidsrechter: Abongile Tom (RSA) |
| 6 september 2024 «onderlinge duels» 22:00 (UTC+3) |                                   |         |            | Stadion: Cairostadion, Caïro Toeschouwers: 10.000 Scheidsrechter: Abongile Tom (RSA) |
| 6 september 2024 «onderlinge duels» 22:00 (UTC+3) |                                   |         |            | Stadion: Cairostadion, Caïro Toeschouwers: 10.000 Scheidsrechter: Abongile Tom (RSA) |
|                                                   |                                   |         |            |                                                                                      |

|                                                 |            |         |          |                                                                                         |
| 7 september 2024 «onderlinge duels» 16:00 (UTC) | Mauritanië | 1 – 0   | Botswana | Stadion: Stade Cheikha Ould Boïdiya, Nouakchott Scheidsrechter: Daniel Nii Laryea (GHA) |
| 7 september 2024 «onderlinge duels» 16:00 (UTC) | Amar 84'   | Verslag |          | Stadion: Stade Cheikha Ould Boïdiya, Nouakchott Scheidsrechter: Daniel Nii Laryea (GHA) |
| 7 september 2024 «onderlinge duels» 16:00 (UTC) |            |         |          | Stadion: Stade Cheikha Ould Boïdiya, Nouakchott Scheidsrechter: Daniel Nii Laryea (GHA) |
| 7 september 2024 «onderlinge duels» 16:00 (UTC) |            |         |          | Stadion: Stade Cheikha Ould Boïdiya, Nouakchott Scheidsrechter: Daniel Nii Laryea (GHA) |
|                                                 |            |         |          |                                                                                         |

|                                                    |          |         |                                            |                                                                                             |
| 10 september 2024 «onderlinge duels» 15:00 (UTC+2) | Botswana | 0 – 4   | Egypte                                     | Stadion: Obed Itani Chilumestadion, Francistown Scheidsrechter: Omar Abdulkadir Artan (SOM) |
| 10 september 2024 «onderlinge duels» 15:00 (UTC+2) |          | Verslag | 5', 29' Trézéguet 56' Salah 90+4' M. Fathi | Stadion: Obed Itani Chilumestadion, Francistown Scheidsrechter: Omar Abdulkadir Artan (SOM) |
| 10 september 2024 «onderlinge duels» 15:00 (UTC+2) |          |         |                                            | Stadion: Obed Itani Chilumestadion, Francistown Scheidsrechter: Omar Abdulkadir Artan (SOM) |
| 10 september 2024 «onderlinge duels» 15:00 (UTC+2) |          |         |                                            | Stadion: Obed Itani Chilumestadion, Francistown Scheidsrechter: Omar Abdulkadir Artan (SOM) |
|                                                    |          |         |                                            |                                                                                             |

|                                                    |                        |         |            |                                                                                    |
| 10 september 2024 «onderlinge duels» 18:00 (UTC−1) | Kaapverdië             | 2 – 0   | Mauritanië | Stadion: Estádio Nacional de Cabo Verde, Praia Scheidsrechter: Mutaz Ibrahim (LBA) |
| 10 september 2024 «onderlinge duels» 18:00 (UTC−1) | Mendes 28' (pen.), 75' | Verslag |            | Stadion: Estádio Nacional de Cabo Verde, Praia Scheidsrechter: Mutaz Ibrahim (LBA) |
| 10 september 2024 «onderlinge duels» 18:00 (UTC−1) |                        |         |            | Stadion: Estádio Nacional de Cabo Verde, Praia Scheidsrechter: Mutaz Ibrahim (LBA) |
| 10 september 2024 «onderlinge duels» 18:00 (UTC−1) |                        |         |            | Stadion: Estádio Nacional de Cabo Verde, Praia Scheidsrechter: Mutaz Ibrahim (LBA) |
|                                                    |                        |         |            |                                                                                    |

|                                                  |            |         |             |                                                                                    |
| 10 oktober 2024 «onderlinge duels» 15:00 (UTC−1) | Kaapverdië | 0 – 1   | Botswana    | Stadion: Estádio Nacional de Cabo Verde, Praia Scheidsrechter: Samir Guezzaz (MAR) |
| 10 oktober 2024 «onderlinge duels» 15:00 (UTC−1) |            | Verslag | 2' Orebonye | Stadion: Estádio Nacional de Cabo Verde, Praia Scheidsrechter: Samir Guezzaz (MAR) |
| 10 oktober 2024 «onderlinge duels» 15:00 (UTC−1) |            |         |             | Stadion: Estádio Nacional de Cabo Verde, Praia Scheidsrechter: Samir Guezzaz (MAR) |
| 10 oktober 2024 «onderlinge duels» 15:00 (UTC−1) |            |         |             | Stadion: Estádio Nacional de Cabo Verde, Praia Scheidsrechter: Samir Guezzaz (MAR) |
|                                                  |            |         |             |                                                                                    |

|                                                  |                         |         |            |                                                                          |
| 11 oktober 2024 «onderlinge duels» 19:00 (UTC+3) | Egypte                  | 2 – 0   | Mauritanië | Stadion: Cairostadion, Caïro Scheidsrechter: Alhadi Allaou Mahamat (CHA) |
| 11 oktober 2024 «onderlinge duels» 19:00 (UTC+3) | Trézéguet 69' Salah 79' | Verslag |            | Stadion: Cairostadion, Caïro Scheidsrechter: Alhadi Allaou Mahamat (CHA) |
| 11 oktober 2024 «onderlinge duels» 19:00 (UTC+3) |                         |         |            | Stadion: Cairostadion, Caïro Scheidsrechter: Alhadi Allaou Mahamat (CHA) |
| 11 oktober 2024 «onderlinge duels» 19:00 (UTC+3) |                         |         |            | Stadion: Cairostadion, Caïro Scheidsrechter: Alhadi Allaou Mahamat (CHA) |
|                                                  |                         |         |            |                                                                          |

|                                                  |             |         |            | |
| 15 oktober 2024 «onderlinge duels» 18:00 (UTC+2) | Botswana    | 1 – 0   | Kaapverdië | Stadion: Obed Itani Chilumestadion, Francistown Toeschouwers: 8.000 Scheidsrechter: Messie Nkounkou (CGO) |
| 15 oktober 2024 «onderlinge duels» 18:00 (UTC+2) | Sesinyi 52' | Verslag |            | Stadion: Obed Itani Chilumestadion, Francistown Toeschouwers: 8.000 Scheidsrechter: Messie Nkounkou (CGO) |
| 15 oktober 2024 «onderlinge duels» 18:00 (UTC+2) |             |         |            | Stadion: Obed Itani Chilumestadion, Francistown Toeschouwers: 8.000 Scheidsrechter: Messie Nkounkou (CGO) |
| 15 oktober 2024 «onderlinge duels» 18:00 (UTC+2) |             |         |            | Stadion: Obed Itani Chilumestadion, Francistown Toeschouwers: 8.000 Scheidsrechter: Messie Nkounkou (CGO) |
|                                                  |             |         |            | |

|                                                |            |         |          |                                                                                         |
| 15 oktober 2024 «onderlinge duels» 16:00 (UTC) | Mauritanië | 0 – 1   | Egypte   | Stadion: Stade Cheikha Ould Boïdiya, Nouakchott Scheidsrechter: Imtehaz Heeralall (MRI) |
| 15 oktober 2024 «onderlinge duels» 16:00 (UTC) |            | Verslag | 85' Adel | Stadion: Stade Cheikha Ould Boïdiya, Nouakchott Scheidsrechter: Imtehaz Heeralall (MRI) |
| 15 oktober 2024 «onderlinge duels» 16:00 (UTC) |            |         |          | Stadion: Stade Cheikha Ould Boïdiya, Nouakchott Scheidsrechter: Imtehaz Heeralall (MRI) |
| 15 oktober 2024 «onderlinge duels» 16:00 (UTC) |            |         |          | Stadion: Stade Cheikha Ould Boïdiya, Nouakchott Scheidsrechter: Imtehaz Heeralall (MRI) |
|                                                |            |         |          |                                                                                         |

|                                                   |            |         |            |                                                                                             |
| 15 november 2024 «onderlinge duels» 14:00 (UTC+2) | Botswana   | 1 – 1   | Mauritanië | Stadion: Obed Itani Chilumestadion, Francistown Scheidsrechter: Bamlak Tessema Weyesa (ETH) |
| 15 november 2024 «onderlinge duels» 14:00 (UTC+2) | Baruti 18' | Verslag | 7' Koïta   | Stadion: Obed Itani Chilumestadion, Francistown Scheidsrechter: Bamlak Tessema Weyesa (ETH) |
| 15 november 2024 «onderlinge duels» 14:00 (UTC+2) |            |         |            | Stadion: Obed Itani Chilumestadion, Francistown Scheidsrechter: Bamlak Tessema Weyesa (ETH) |
| 15 november 2024 «onderlinge duels» 14:00 (UTC+2) |            |         |            | Stadion: Obed Itani Chilumestadion, Francistown Scheidsrechter: Bamlak Tessema Weyesa (ETH) |
|                                                   |            |         |            |                                                                                             |

|                                                   |                   |         |             |                                                                                    |
| 15 november 2024 «onderlinge duels» 14:00 (UTC−1) | Kaapverdië        | 1 – 1   | Egypte      | Stadion: Estádio da Várzea, Praia Scheidsrechter: Djindo Louis Houngnandande (BEN) |
| 15 november 2024 «onderlinge duels» 14:00 (UTC−1) | Mendes 63' (pen.) | Verslag | 31' Mohamed | Stadion: Estádio da Várzea, Praia Scheidsrechter: Djindo Louis Houngnandande (BEN) |
| 15 november 2024 «onderlinge duels» 14:00 (UTC−1) |                   |         |             | Stadion: Estádio da Várzea, Praia Scheidsrechter: Djindo Louis Houngnandande (BEN) |
| 15 november 2024 «onderlinge duels» 14:00 (UTC−1) |                   |         |             | Stadion: Estádio da Várzea, Praia Scheidsrechter: Djindo Louis Houngnandande (BEN) |
|                                                   |                   |         |             |                                                                                    |

|                                                   |               |         |            |                                                                       |
| 19 november 2024 «onderlinge duels» 19:00 (UTC+2) | Egypte        | 1 – 1   | Botswana   | Stadion: 30 Juni Stadion, Caïro Scheidsrechter: Abdallah Jammeh (GAM) |
| 19 november 2024 «onderlinge duels» 19:00 (UTC+2) | Trézéguet 15' | Verslag | 8' Kebatho | Stadion: 30 Juni Stadion, Caïro Scheidsrechter: Abdallah Jammeh (GAM) |
| 19 november 2024 «onderlinge duels» 19:00 (UTC+2) |               |         |            | Stadion: 30 Juni Stadion, Caïro Scheidsrechter: Abdallah Jammeh (GAM) |
| 19 november 2024 «onderlinge duels» 19:00 (UTC+2) |               |         |            | Stadion: 30 Juni Stadion, Caïro Scheidsrechter: Abdallah Jammeh (GAM) |
|                                                   |               |         |            |                                                                       |

|                                                 |              |         |                 |                                                                                        |
| 19 november 2024 «onderlinge duels» 15:00 (UTC) | Mauritanië   | 1 – 0   | Kaapverdië      | Stadion: Stade Cheikha Ould Boïdiya, Nouakchott Scheidsrechter: Lahlou Benbraham (ALG) |
| 19 november 2024 «onderlinge duels» 15:00 (UTC) | Soueid 45+4' | Verslag | 47', 60' Lenini | Stadion: Stade Cheikha Ould Boïdiya, Nouakchott Scheidsrechter: Lahlou Benbraham (ALG) |
| 19 november 2024 «onderlinge duels» 15:00 (UTC) |              |         |                 | Stadion: Stade Cheikha Ould Boïdiya, Nouakchott Scheidsrechter: Lahlou Benbraham (ALG) |
| 19 november 2024 «onderlinge duels» 15:00 (UTC) |              |         |                 | Stadion: Stade Cheikha Ould Boïdiya, Nouakchott Scheidsrechter: Lahlou Benbraham (ALG) |
|                                                 |              |         |                 |                                                                                        |

### Groep D
| Pos | Team    | Wed | W | G | V | Ptn | DV | DT | +/− | Kwalificatie  |       | Vlag van Nigeria | Vlag van Benin | Vlag van Rwanda | Vlag van Libië |
| --- | ------- | --- | - | - | - | --- | -- | -- | --- | ------------- | ----- | ---------------- | -------------- | --------------- | -------------- |
| 1   | Nigeria | 6   | 3 | 2 | 1 | 11  | 9  | 3  | +6  | Hoofdtoernooi |       |                  | 3 – 0          | 1 – 2           | 1 – 0          |
| 2   | Benin   | 6   | 2 | 2 | 2 | 8   | 7  | 7  | 0   | Hoofdtoernooi |       | 1 – 1            |                | 3 – 0           | 2 – 1          |
| 3   | Rwanda  | 6   | 2 | 2 | 2 | 8   | 5  | 7  | −2  |               |       | 0 – 0            | 2 – 1          |                 | 0 – 1          |
| 4   | Libië   | 6   | 1 | 2 | 3 | 5   | 3  | 7  | −4  |               | 0 – 3 | 0 – 0            | 1 – 1          |                 |                |

1. 1 2  Onderling resultaat in punten: Benin 3, Rwanda 3. Gerangschikt op onderling doelsaldo: Benin +2, Rwanda –2.
2. ↑  De CAF kende Nigeria een reglementaire 3 – 0 overwinning toe, na een incident op het vliegveld van Libië waar ze meer dan 12 uur vastzaten en uiteindelijk weigerden om de wedstrijd tegen Libië te spelen, waarop ze terugkeerden naar Nigeria.[17]

|                                                   |              |         |            |                                                                          |
| 4 september 2024 «onderlinge duels» 18:00 (UTC+2) | Libië        | 1 – 1   | Rwanda     | Stadion: Tripolistadion, Tripoli Scheidsrechter: Imtehaz Heeralall (MRI) |
| 4 september 2024 «onderlinge duels» 18:00 (UTC+2) | Al-Dhawi 16' | Verslag | 47' Nshuti | Stadion: Tripolistadion, Tripoli Scheidsrechter: Imtehaz Heeralall (MRI) |
| 4 september 2024 «onderlinge duels» 18:00 (UTC+2) |              |         |            | Stadion: Tripolistadion, Tripoli Scheidsrechter: Imtehaz Heeralall (MRI) |
| 4 september 2024 «onderlinge duels» 18:00 (UTC+2) |              |         |            | Stadion: Tripolistadion, Tripoli Scheidsrechter: Imtehaz Heeralall (MRI) |
|                                                   |              |         |            |                                                                          |

|                                                   |                                |         |       |                                                                            |
| 7 september 2024 «onderlinge duels» 17:00 (UTC+1) | Nigeria                        | 3 – 0   | Benin | Stadion: Akwa Ibomstadion, Uyo Scheidsrechter: Alamin Alhadi Mohamed (SUD) |
| 7 september 2024 «onderlinge duels» 17:00 (UTC+1) | Lookman 45+2', 83' Osimhen 78' | Verslag |       | Stadion: Akwa Ibomstadion, Uyo Scheidsrechter: Alamin Alhadi Mohamed (SUD) |
| 7 september 2024 «onderlinge duels» 17:00 (UTC+1) |                                |         |       | Stadion: Akwa Ibomstadion, Uyo Scheidsrechter: Alamin Alhadi Mohamed (SUD) |
| 7 september 2024 «onderlinge duels» 17:00 (UTC+1) |                                |         |       | Stadion: Akwa Ibomstadion, Uyo Scheidsrechter: Alamin Alhadi Mohamed (SUD) |
|                                                   |                                |         |       |                                                                            |

|                                                    |         |       |         |                                                                   |
| 10 september 2024 «onderlinge duels» 15:00 (UTC+2) | Rwanda  | 0 – 0 | Nigeria | Stadion: Amahorostadion, Kigali Scheidsrechter: Karim Sabry (MAR) |
| 10 september 2024 «onderlinge duels» 15:00 (UTC+2) | Verslag |       |         | Stadion: Amahorostadion, Kigali Scheidsrechter: Karim Sabry (MAR) |
| 10 september 2024 «onderlinge duels» 15:00 (UTC+2) |         |       |         | Stadion: Amahorostadion, Kigali Scheidsrechter: Karim Sabry (MAR) |
| 10 september 2024 «onderlinge duels» 15:00 (UTC+2) |         |       |         | Stadion: Amahorostadion, Kigali Scheidsrechter: Karim Sabry (MAR) |
|                                                    |         |       |         |                                                                   |

|                                                  |                        |         |                     |                                                                                                  |
| 10 september 2024 «onderlinge duels» 19:00 (UTC) | Benin                  | 2 – 1   | Libië               | Stadion: Stade Félix Houphouët-Boigny, Abidjan (Ivoorkust) Scheidsrechter: Abdel Aziz Bouh (MTN) |
| 10 september 2024 «onderlinge duels» 19:00 (UTC) | Mounié 50' Olaitan 62' | Verslag | 9' (pen.) Al-Qulaib | Stadion: Stade Félix Houphouët-Boigny, Abidjan (Ivoorkust) Scheidsrechter: Abdel Aziz Bouh (MTN) |
| 10 september 2024 «onderlinge duels» 19:00 (UTC) |                        |         |                     | Stadion: Stade Félix Houphouët-Boigny, Abidjan (Ivoorkust) Scheidsrechter: Abdel Aziz Bouh (MTN) |
| 10 september 2024 «onderlinge duels» 19:00 (UTC) |                        |         |                     | Stadion: Stade Félix Houphouët-Boigny, Abidjan (Ivoorkust) Scheidsrechter: Abdel Aziz Bouh (MTN) |
|                                                  |                        |         |                     |                                                                                                  |

|                                                |                                        |         |        |                                                                                                 |
| 11 oktober 2024 «onderlinge duels» 16:00 (UTC) | Benin                                  | 3 – 0   | Rwanda | Stadion: Stade Félix Houphouët-Boigny, Abidjan (Ivoorkust) Scheidsrechter: Lyes Bekouassa (ALG) |
| 11 oktober 2024 «onderlinge duels» 16:00 (UTC) | Mounié 50' Hountondji 67' Imourane 70' | Verslag |        | Stadion: Stade Félix Houphouët-Boigny, Abidjan (Ivoorkust) Scheidsrechter: Lyes Bekouassa (ALG) |
| 11 oktober 2024 «onderlinge duels» 16:00 (UTC) |                                        |         |        | Stadion: Stade Félix Houphouët-Boigny, Abidjan (Ivoorkust) Scheidsrechter: Lyes Bekouassa (ALG) |
| 11 oktober 2024 «onderlinge duels» 16:00 (UTC) |                                        |         |        | Stadion: Stade Félix Houphouët-Boigny, Abidjan (Ivoorkust) Scheidsrechter: Lyes Bekouassa (ALG) |
|                                                |                                        |         |        |                                                                                                 |

|                                                  |                  |         |       |                                                                          |
| 11 oktober 2024 «onderlinge duels» 17:00 (UTC+1) | Nigeria          | 1 – 0   | Libië | Stadion: Akwa Ibomstadion, Uyo Scheidsrechter: Godfrey Nkhakananga (MAW) |
| 11 oktober 2024 «onderlinge duels» 17:00 (UTC+1) | Dele-Bashiru 86' | Verslag |       | Stadion: Akwa Ibomstadion, Uyo Scheidsrechter: Godfrey Nkhakananga (MAW) |
| 11 oktober 2024 «onderlinge duels» 17:00 (UTC+1) |                  |         |       | Stadion: Akwa Ibomstadion, Uyo Scheidsrechter: Godfrey Nkhakananga (MAW) |
| 11 oktober 2024 «onderlinge duels» 17:00 (UTC+1) |                  |         |       | Stadion: Akwa Ibomstadion, Uyo Scheidsrechter: Godfrey Nkhakananga (MAW) |
|                                                  |                  |         |       |                                                                          |

|                                                  |                                |         |                |                                                                             |
| 15 oktober 2024 «onderlinge duels» 18:00 (UTC+2) | Rwanda                         | 2 – 1   | Benin          | Stadion: Amahorostadion, Kigali Scheidsrechter: Andofetra Rakotojaona (MAD) |
| 15 oktober 2024 «onderlinge duels» 18:00 (UTC+2) | Nshuti 70' Bizimana 75' (pen.) | Verslag | 42' Hountondji | Stadion: Amahorostadion, Kigali Scheidsrechter: Andofetra Rakotojaona (MAD) |
| 15 oktober 2024 «onderlinge duels» 18:00 (UTC+2) |                                |         |                | Stadion: Amahorostadion, Kigali Scheidsrechter: Andofetra Rakotojaona (MAD) |
| 15 oktober 2024 «onderlinge duels» 18:00 (UTC+2) |                                |         |                | Stadion: Amahorostadion, Kigali Scheidsrechter: Andofetra Rakotojaona (MAD) |
|                                                  |                                |         |                |                                                                             |

|                                                  |         |                 |         |                                                                             |
| 15 oktober 2024 «onderlinge duels» 21:00 (UTC+2) | Libië   | 0 – 3 Toegekend | Nigeria | Stadion: Benina Martyrsstadion, Benghazi Scheidsrechter: Lenine Rocha (CPV) |
| 15 oktober 2024 «onderlinge duels» 21:00 (UTC+2) | Verslag |                 |         | Stadion: Benina Martyrsstadion, Benghazi Scheidsrechter: Lenine Rocha (CPV) |
| 15 oktober 2024 «onderlinge duels» 21:00 (UTC+2) |         |                 |         | Stadion: Benina Martyrsstadion, Benghazi Scheidsrechter: Lenine Rocha (CPV) |
| 15 oktober 2024 «onderlinge duels» 21:00 (UTC+2) |         |                 |         | Stadion: Benina Martyrsstadion, Benghazi Scheidsrechter: Lenine Rocha (CPV) |
|                                                  |         |                 |         |                                                                             |

|                                                   |        |         |                  |                                                                                                  |
| 14 november 2024 «onderlinge duels» 17:00 (UTC+2) | Rwanda | 0 – 1   | Libië            | Stadion: Amahorostadion, Kigali Toeschouwers: 45.508 Scheidsrechter: Celso Armindo Alvação (MOZ) |
| 14 november 2024 «onderlinge duels» 17:00 (UTC+2) |        | Verslag | 84' Saad Mohamed | Stadion: Amahorostadion, Kigali Toeschouwers: 45.508 Scheidsrechter: Celso Armindo Alvação (MOZ) |
| 14 november 2024 «onderlinge duels» 17:00 (UTC+2) |        |         |                  | Stadion: Amahorostadion, Kigali Toeschouwers: 45.508 Scheidsrechter: Celso Armindo Alvação (MOZ) |
| 14 november 2024 «onderlinge duels» 17:00 (UTC+2) |        |         |                  | Stadion: Amahorostadion, Kigali Toeschouwers: 45.508 Scheidsrechter: Celso Armindo Alvação (MOZ) |
|                                                   |        |         |                  |                                                                                                  |

|                                                 |            |         |             | |
| 14 november 2024 «onderlinge duels» 18:00 (UTC) | Benin      | 1 – 1   | Nigeria     | Stadion: Stade Félix Houphouët-Boigny, Abidjan (Ivoorkust) Toeschouwers: 5.600 Scheidsrechter: Issa Sy (SEN) |
| 14 november 2024 «onderlinge duels» 18:00 (UTC) | Tijani 16' | Verslag | 81' Osimhen | Stadion: Stade Félix Houphouët-Boigny, Abidjan (Ivoorkust) Toeschouwers: 5.600 Scheidsrechter: Issa Sy (SEN) |
| 14 november 2024 «onderlinge duels» 18:00 (UTC) |            |         |             | Stadion: Stade Félix Houphouët-Boigny, Abidjan (Ivoorkust) Toeschouwers: 5.600 Scheidsrechter: Issa Sy (SEN) |
| 14 november 2024 «onderlinge duels» 18:00 (UTC) |            |         |             | Stadion: Stade Félix Houphouët-Boigny, Abidjan (Ivoorkust) Toeschouwers: 5.600 Scheidsrechter: Issa Sy (SEN) |
|                                                 |            |         |             | |

|                                                   |               |         |                         |                                                                          |
| 18 november 2024 «onderlinge duels» 16:00 (UTC+1) | Nigeria       | 1 – 2   | Rwanda                  | Stadion: Akwa Ibomstadion, Akwa Ibom Scheidsrechter: Samir Guezzaz (MAR) |
| 18 november 2024 «onderlinge duels» 16:00 (UTC+1) | Chukwueze 59' | Verslag | 72' Mutsinzi 75' Nshuti | Stadion: Akwa Ibomstadion, Akwa Ibom Scheidsrechter: Samir Guezzaz (MAR) |
| 18 november 2024 «onderlinge duels» 16:00 (UTC+1) |               |         |                         | Stadion: Akwa Ibomstadion, Akwa Ibom Scheidsrechter: Samir Guezzaz (MAR) |
| 18 november 2024 «onderlinge duels» 16:00 (UTC+1) |               |         |                         | Stadion: Akwa Ibomstadion, Akwa Ibom Scheidsrechter: Samir Guezzaz (MAR) |
|                                                   |               |         |                         |                                                                          |

|                                                   |         |       |       |                                                                        |
| 18 november 2024 «onderlinge duels» 17:00 (UTC+2) | Libië   | 0 – 0 | Benin | Stadion: Tripolistadion, Tripoli Scheidsrechter: Patrice Milazar (MRI) |
| 18 november 2024 «onderlinge duels» 17:00 (UTC+2) | Verslag |       |       | Stadion: Tripolistadion, Tripoli Scheidsrechter: Patrice Milazar (MRI) |
| 18 november 2024 «onderlinge duels» 17:00 (UTC+2) |         |       |       | Stadion: Tripolistadion, Tripoli Scheidsrechter: Patrice Milazar (MRI) |
| 18 november 2024 «onderlinge duels» 17:00 (UTC+2) |         |       |       | Stadion: Tripolistadion, Tripoli Scheidsrechter: Patrice Milazar (MRI) |
|                                                   |         |       |       |                                                                        |

### Groep E
| Pos | Team               | Wed | W | G | V | Ptn | DV | DT | +/− | Kwalificatie  |       | Vlag van Algerije | Vlag van Equatoriaal-Guinea | Vlag van Togo | Vlag van Liberia |
| --- | ------------------ | --- | - | - | - | --- | -- | -- | --- | ------------- | ----- | ----------------- | --------------------------- | ------------- | ---------------- |
| 1   | Algerije           | 6   | 5 | 1 | 0 | 16  | 16 | 2  | +14 | Hoofdtoernooi |       |                   | 2 – 0                       | 5 – 1         | 5 – 1            |
| 2   | Equatoriaal-Guinea | 6   | 2 | 2 | 2 | 8   | 5  | 8  | −3  | Hoofdtoernooi |       | 0 – 0             |                             | 2 – 2         | 1 – 0            |
| 3   | Togo               | 6   | 1 | 2 | 3 | 5   | 7  | 10 | −3  |               |       | 0 – 1             | 3 – 0                       |               | 1 – 1            |
| 4   | Liberia            | 6   | 1 | 1 | 4 | 4   | 4  | 12 | −8  |               | 0 – 3 | 1 – 2             | 1 – 0                       |               |                  |

|                                                   |                        |         |                    | |
| 5 september 2024 «onderlinge duels» 20:00 (UTC+1) | Algerije               | 2 – 0   | Equatoriaal-Guinea | Stadion: Miloud Hadefi Stadion, Oran Toeschouwers: 34.850 Scheidsrechter: Djindo Louis Houngnandande (BEN) |
| 5 september 2024 «onderlinge duels» 20:00 (UTC+1) | Aouar 69' Gouiri 90+5' | Verslag |                    | Stadion: Miloud Hadefi Stadion, Oran Toeschouwers: 34.850 Scheidsrechter: Djindo Louis Houngnandande (BEN) |
| 5 september 2024 «onderlinge duels» 20:00 (UTC+1) |                        |         |                    | Stadion: Miloud Hadefi Stadion, Oran Toeschouwers: 34.850 Scheidsrechter: Djindo Louis Houngnandande (BEN) |
| 5 september 2024 «onderlinge duels» 20:00 (UTC+1) |                        |         |                    | Stadion: Miloud Hadefi Stadion, Oran Toeschouwers: 34.850 Scheidsrechter: Djindo Louis Houngnandande (BEN) |
|                                                   |                        |         |                    | |

|                                                 |            |         |              |                                                                         |
| 6 september 2024 «onderlinge duels» 16:00 (UTC) | Togo       | 1 – 1   | Liberia      | Stadion: Stade de Kégué, Lomé Scheidsrechter: Godfrey Nkhakananga (MAW) |
| 6 september 2024 «onderlinge duels» 16:00 (UTC) | Denkey 78' | Verslag | 90+2' Gibson | Stadion: Stade de Kégué, Lomé Scheidsrechter: Godfrey Nkhakananga (MAW) |
| 6 september 2024 «onderlinge duels» 16:00 (UTC) |            |         |              | Stadion: Stade de Kégué, Lomé Scheidsrechter: Godfrey Nkhakananga (MAW) |
| 6 september 2024 «onderlinge duels» 16:00 (UTC) |            |         |              | Stadion: Stade de Kégué, Lomé Scheidsrechter: Godfrey Nkhakananga (MAW) |
|                                                 |            |         |              |                                                                         |

|                                                   |                     |         |                       |                                                                                          |
| 9 september 2024 «onderlinge duels» 17:00 (UTC+1) | Equatoriaal-Guinea  | 2 – 2   | Togo                  | Stadion: Nuevo Estadio de Malabo, Malabo Scheidsrechter: Pacifique Ndabihawenimana (BDI) |
| 9 september 2024 «onderlinge duels» 17:00 (UTC+1) | Nlavo 17' Buyla 75' | Verslag | 45' Aholou 90+5' Laba | Stadion: Nuevo Estadio de Malabo, Malabo Scheidsrechter: Pacifique Ndabihawenimana (BDI) |
| 9 september 2024 «onderlinge duels» 17:00 (UTC+1) |                     |         |                       | Stadion: Nuevo Estadio de Malabo, Malabo Scheidsrechter: Pacifique Ndabihawenimana (BDI) |
| 9 september 2024 «onderlinge duels» 17:00 (UTC+1) |                     |         |                       | Stadion: Nuevo Estadio de Malabo, Malabo Scheidsrechter: Pacifique Ndabihawenimana (BDI) |
|                                                   |                     |         |                       |                                                                                          |

|                                                    |         |         |                                      | |
| 10 september 2024 «onderlinge duels» 16:00 (UTC+1) | Liberia | 0 – 3   | Algerije                             | Stadion: Samuel Kanyon Doe Sportcomplex, Monrovia Toeschouwers: 21.754 Scheidsrechter: Mahmood Ali Mahmood Ismail (SUD) |
| 10 september 2024 «onderlinge duels» 16:00 (UTC+1) |         | Verslag | 17' Gouiri 25' Zorgane 80' Bounedjah | Stadion: Samuel Kanyon Doe Sportcomplex, Monrovia Toeschouwers: 21.754 Scheidsrechter: Mahmood Ali Mahmood Ismail (SUD) |
| 10 september 2024 «onderlinge duels» 16:00 (UTC+1) |         |         |                                      | Stadion: Samuel Kanyon Doe Sportcomplex, Monrovia Toeschouwers: 21.754 Scheidsrechter: Mahmood Ali Mahmood Ismail (SUD) |
| 10 september 2024 «onderlinge duels» 16:00 (UTC+1) |         |         |                                      | Stadion: Samuel Kanyon Doe Sportcomplex, Monrovia Toeschouwers: 21.754 Scheidsrechter: Mahmood Ali Mahmood Ismail (SUD) |
|                                                    |         |         |                                      | |

|                                                  |                                                            |         |            |                                                                                               |
| 10 oktober 2024 «onderlinge duels» 20:00 (UTC+1) | Algerije                                                   | 5 – 1   | Togo       | Stadion: 19 mei 1956-stadion, Annaba Toeschouwers: 60.000 Scheidsrechter: Boubou Traoré (MLI) |
| 10 oktober 2024 «onderlinge duels» 20:00 (UTC+1) | Benrahma 29', 55' (pen.) Aouar 68' Gouiri 86' Amoura 90+5' | Verslag | 11' Klidjé | Stadion: 19 mei 1956-stadion, Annaba Toeschouwers: 60.000 Scheidsrechter: Boubou Traoré (MLI) |
| 10 oktober 2024 «onderlinge duels» 20:00 (UTC+1) |                                                            |         |            | Stadion: 19 mei 1956-stadion, Annaba Toeschouwers: 60.000 Scheidsrechter: Boubou Traoré (MLI) |
| 10 oktober 2024 «onderlinge duels» 20:00 (UTC+1) |                                                            |         |            | Stadion: 19 mei 1956-stadion, Annaba Toeschouwers: 60.000 Scheidsrechter: Boubou Traoré (MLI) |
|                                                  |                                                            |         |            |                                                                                               |

|                                                  |                     |         |         |                                                                              |
| 11 oktober 2024 «onderlinge duels» 14:00 (UTC+1) | Equatoriaal-Guinea  | 1 – 0   | Liberia | Stadion: Nuevo Estadio de Malabo, Malabo Scheidsrechter: Ahmed Arajiga (TAN) |
| 11 oktober 2024 «onderlinge duels» 14:00 (UTC+1) | Salvador 34' (pen.) | Verslag |         | Stadion: Nuevo Estadio de Malabo, Malabo Scheidsrechter: Ahmed Arajiga (TAN) |
| 11 oktober 2024 «onderlinge duels» 14:00 (UTC+1) |                     |         |         | Stadion: Nuevo Estadio de Malabo, Malabo Scheidsrechter: Ahmed Arajiga (TAN) |
| 11 oktober 2024 «onderlinge duels» 14:00 (UTC+1) |                     |         |         | Stadion: Nuevo Estadio de Malabo, Malabo Scheidsrechter: Ahmed Arajiga (TAN) |
|                                                  |                     |         |         |                                                                              |

|                                                |            |         |                            | |
| 14 oktober 2024 «onderlinge duels» 16:00 (UTC) | Liberia    | 1 – 2   | Equatoriaal-Guinea         | Stadion: Samuel Kanyon Doe Sportcomplex, Monrovia Toeschouwers: 11.401 Scheidsrechter: Brahamou Sadou Ali (NIG) |
| 14 oktober 2024 «onderlinge duels» 16:00 (UTC) | Gibson 53' | Verslag | 20' Nlavo 90+4' Dorian Jr. | Stadion: Samuel Kanyon Doe Sportcomplex, Monrovia Toeschouwers: 11.401 Scheidsrechter: Brahamou Sadou Ali (NIG) |
| 14 oktober 2024 «onderlinge duels» 16:00 (UTC) |            |         |                            | Stadion: Samuel Kanyon Doe Sportcomplex, Monrovia Toeschouwers: 11.401 Scheidsrechter: Brahamou Sadou Ali (NIG) |
| 14 oktober 2024 «onderlinge duels» 16:00 (UTC) |            |         |                            | Stadion: Samuel Kanyon Doe Sportcomplex, Monrovia Toeschouwers: 11.401 Scheidsrechter: Brahamou Sadou Ali (NIG) |
|                                                |            |         |                            | |

|                                                |      |         |                       |                                                                        |
| 14 oktober 2024 «onderlinge duels» 16:00 (UTC) | Togo | 0 – 1   | Algerije              | Stadion: Stade de Kégué, Lomé Scheidsrechter: Jean-Jacques Ndala (COD) |
| 14 oktober 2024 «onderlinge duels» 16:00 (UTC) |      | Verslag | 18' (pen.) Bensebaini | Stadion: Stade de Kégué, Lomé Scheidsrechter: Jean-Jacques Ndala (COD) |
| 14 oktober 2024 «onderlinge duels» 16:00 (UTC) |      |         |                       | Stadion: Stade de Kégué, Lomé Scheidsrechter: Jean-Jacques Ndala (COD) |
| 14 oktober 2024 «onderlinge duels» 16:00 (UTC) |      |         |                       | Stadion: Stade de Kégué, Lomé Scheidsrechter: Jean-Jacques Ndala (COD) |
|                                                |      |         |                       |                                                                        |

|                                                 |                    |         |      | |
| 13 november 2024 «onderlinge duels» 16:00 (UTC) | Liberia            | 1 – 0   | Togo | Stadion: Samuel Kanyon Doe Sportcomplex, Monrovia Toeschouwers: 8.543 Scheidsrechter: Mohamed Athoumani (COM) |
| 13 november 2024 «onderlinge duels» 16:00 (UTC) | Sangare 83' (pen.) | Verslag |      | Stadion: Samuel Kanyon Doe Sportcomplex, Monrovia Toeschouwers: 8.543 Scheidsrechter: Mohamed Athoumani (COM) |
| 13 november 2024 «onderlinge duels» 16:00 (UTC) |                    |         |      | Stadion: Samuel Kanyon Doe Sportcomplex, Monrovia Toeschouwers: 8.543 Scheidsrechter: Mohamed Athoumani (COM) |
| 13 november 2024 «onderlinge duels» 16:00 (UTC) |                    |         |      | Stadion: Samuel Kanyon Doe Sportcomplex, Monrovia Toeschouwers: 8.543 Scheidsrechter: Mohamed Athoumani (COM) |
|                                                 |                    |         |      | |

|                                                   |                    |       |          |                                                                                       |
| 14 november 2024 «onderlinge duels» 13:00 (UTC+1) | Equatoriaal-Guinea | 0 – 0 | Algerije | Stadion: Nuevo Estadio de Malabo, Malabo Scheidsrechter: Kalilou Ibrahim Traoré (CIV) |
| 14 november 2024 «onderlinge duels» 13:00 (UTC+1) | Verslag            |       |          | Stadion: Nuevo Estadio de Malabo, Malabo Scheidsrechter: Kalilou Ibrahim Traoré (CIV) |
| 14 november 2024 «onderlinge duels» 13:00 (UTC+1) |                    |       |          | Stadion: Nuevo Estadio de Malabo, Malabo Scheidsrechter: Kalilou Ibrahim Traoré (CIV) |
| 14 november 2024 «onderlinge duels» 13:00 (UTC+1) |                    |       |          | Stadion: Nuevo Estadio de Malabo, Malabo Scheidsrechter: Kalilou Ibrahim Traoré (CIV) |
|                                                   |                    |       |          |                                                                                       |

|                                                   |                                                            |         |         |                                                                                   |
| 17 november 2024 «onderlinge duels» 17:00 (UTC+1) | Algerije                                                   | 5 – 1   | Liberia | Stadion: Hocine Aït Ahmedstadion, Tizi Ouzou Scheidsrechter: Tanguy Mebiame (GAB) |
| 17 november 2024 «onderlinge duels» 17:00 (UTC+1) | Mandi 20' Mahrez 29' Bounedjah 64' Gouiri 74' Amoura 90+5' | Verslag | 6' Dweh | Stadion: Hocine Aït Ahmedstadion, Tizi Ouzou Scheidsrechter: Tanguy Mebiame (GAB) |
| 17 november 2024 «onderlinge duels» 17:00 (UTC+1) |                                                            |         |         | Stadion: Hocine Aït Ahmedstadion, Tizi Ouzou Scheidsrechter: Tanguy Mebiame (GAB) |
| 17 november 2024 «onderlinge duels» 17:00 (UTC+1) |                                                            |         |         | Stadion: Hocine Aït Ahmedstadion, Tizi Ouzou Scheidsrechter: Tanguy Mebiame (GAB) |
|                                                   |                                                            |         |         |                                                                                   |

|                                                 |                           |         |                    |                                                                     |
| 17 november 2024 «onderlinge duels» 16:00 (UTC) | Togo                      | 3 – 0   | Equatoriaal-Guinea | Stadion: Stade de Kégué, Lomé Scheidsrechter: Hillary Hambaba (ZAM) |
| 17 november 2024 «onderlinge duels» 16:00 (UTC) | Annor 29', 87' Denkey 53' | Verslag |                    | Stadion: Stade de Kégué, Lomé Scheidsrechter: Hillary Hambaba (ZAM) |
| 17 november 2024 «onderlinge duels» 16:00 (UTC) |                           |         |                    | Stadion: Stade de Kégué, Lomé Scheidsrechter: Hillary Hambaba (ZAM) |
| 17 november 2024 «onderlinge duels» 16:00 (UTC) |                           |         |                    | Stadion: Stade de Kégué, Lomé Scheidsrechter: Hillary Hambaba (ZAM) |
|                                                 |                           |         |                    |                                                                     |

### Groep F
| Pos | Team   | Wed | W | G | V | Ptn | DV | DT | +/− | Kwalificatie  |       | Vlag van Angola | Vlag van Soedan | Vlag van Niger | Vlag van Ghana |
| --- | ------ | --- | - | - | - | --- | -- | -- | --- | ------------- | ----- | --------------- | --------------- | -------------- | -------------- |
| 1   | Angola | 6   | 4 | 2 | 0 | 14  | 7  | 2  | +5  | Hoofdtoernooi |       |                 | 2 – 1           | 2 – 0          | 1 – 1          |
| 2   | Soedan | 6   | 2 | 2 | 2 | 8   | 4  | 6  | −2  | Hoofdtoernooi |       | 0 – 0           |                 | 1 – 0          | 2 – 0          |
| 3   | Niger  | 6   | 2 | 1 | 3 | 7   | 7  | 6  | +1  |               |       | 0 – 1           | 4 – 0           |                | 1 – 1          |
| 4   | Ghana  | 6   | 0 | 3 | 3 | 3   | 3  | 7  | −4  |               | 0 – 1 | 0 – 0           | 1 – 2           |                |                |

|                                                   |          |         |       |                                                                                    |
| 4 september 2024 «onderlinge duels» 21:00 (UTC+2) | Soedan   | 1 – 0   | Niger | Stadion: Jubastadion, Juba (Zuid-Soedan) Scheidsrechter: Jean Pierre Nguiene (CGO) |
| 4 september 2024 «onderlinge duels» 21:00 (UTC+2) | Eisa 51' | Verslag |       | Stadion: Jubastadion, Juba (Zuid-Soedan) Scheidsrechter: Jean Pierre Nguiene (CGO) |
| 4 september 2024 «onderlinge duels» 21:00 (UTC+2) |          |         |       | Stadion: Jubastadion, Juba (Zuid-Soedan) Scheidsrechter: Jean Pierre Nguiene (CGO) |
| 4 september 2024 «onderlinge duels» 21:00 (UTC+2) |          |         |       | Stadion: Jubastadion, Juba (Zuid-Soedan) Scheidsrechter: Jean Pierre Nguiene (CGO) |
|                                                   |          |         |       |                                                                                    |

|                                                 |       |         |                      |                                                                         |
| 5 september 2024 «onderlinge duels» 16:00 (UTC) | Ghana | 0 – 1   | Angola               | Stadion: Baba Yarastadion, Kumasi Scheidsrechter: Samuel Uwikunda (RWA) |
| 5 september 2024 «onderlinge duels» 16:00 (UTC) |       | Verslag | 90+3' Felício Milson | Stadion: Baba Yarastadion, Kumasi Scheidsrechter: Samuel Uwikunda (RWA) |
| 5 september 2024 «onderlinge duels» 16:00 (UTC) |       |         |                      | Stadion: Baba Yarastadion, Kumasi Scheidsrechter: Samuel Uwikunda (RWA) |
| 5 september 2024 «onderlinge duels» 16:00 (UTC) |       |         |                      | Stadion: Baba Yarastadion, Kumasi Scheidsrechter: Samuel Uwikunda (RWA) |
|                                                 |       |         |                      |                                                                         |

|                                                   |                               |         |              |                                                                                                |
| 8 september 2024 «onderlinge duels» 20:00 (UTC+1) | Angola                        | 2 – 1   | Soedan       | Stadion: Estádio 11 de Novembro, Luanda Toeschouwers: 35.000 Scheidsrechter: Jalal Jayed (MAR) |
| 8 september 2024 «onderlinge duels» 20:00 (UTC+1) | Mabululu 51' (pen.) Nteka 81' | Verslag | 55' Karshoum | Stadion: Estádio 11 de Novembro, Luanda Toeschouwers: 35.000 Scheidsrechter: Jalal Jayed (MAR) |
| 8 september 2024 «onderlinge duels» 20:00 (UTC+1) |                               |         |              | Stadion: Estádio 11 de Novembro, Luanda Toeschouwers: 35.000 Scheidsrechter: Jalal Jayed (MAR) |
| 8 september 2024 «onderlinge duels» 20:00 (UTC+1) |                               |         |              | Stadion: Estádio 11 de Novembro, Luanda Toeschouwers: 35.000 Scheidsrechter: Jalal Jayed (MAR) |
|                                                   |                               |         |              |                                                                                                |

|                                                   |          |         |           |                                                                                 |
| 9 september 2024 «onderlinge duels» 16:00 (UTC+1) | Niger    | 1 – 1   | Ghana     | Stadion: Stade Municipal de Berkane, Berkane Scheidsrechter: Lamin Jammeh (GAM) |
| 9 september 2024 «onderlinge duels» 16:00 (UTC+1) | Sako 81' | Verslag | 44' Seidu | Stadion: Stade Municipal de Berkane, Berkane Scheidsrechter: Lamin Jammeh (GAM) |
| 9 september 2024 «onderlinge duels» 16:00 (UTC+1) |          |         |           | Stadion: Stade Municipal de Berkane, Berkane Scheidsrechter: Lamin Jammeh (GAM) |
| 9 september 2024 «onderlinge duels» 16:00 (UTC+1) |          |         |           | Stadion: Stade Municipal de Berkane, Berkane Scheidsrechter: Lamin Jammeh (GAM) |
|                                                   |          |         |           |                                                                                 |

|                                                |         |       |        |                                                                            |
| 10 oktober 2024 «onderlinge duels» 16:00 (UTC) | Ghana   | 0 – 0 | Soedan | Stadion: Accra Sports Stadium, Accra Scheidsrechter: Patrice Milazar (MRI) |
| 10 oktober 2024 «onderlinge duels» 16:00 (UTC) | Verslag |       |        | Stadion: Accra Sports Stadium, Accra Scheidsrechter: Patrice Milazar (MRI) |
| 10 oktober 2024 «onderlinge duels» 16:00 (UTC) |         |       |        | Stadion: Accra Sports Stadium, Accra Scheidsrechter: Patrice Milazar (MRI) |
| 10 oktober 2024 «onderlinge duels» 16:00 (UTC) |         |       |        | Stadion: Accra Sports Stadium, Accra Scheidsrechter: Patrice Milazar (MRI) |
|                                                |         |       |        |                                                                            |

|                                                  |                                        |         |       |                                                                            |
| 11 oktober 2024 «onderlinge duels» 20:00 (UTC+1) | Angola                                 | 2 – 0   | Niger | Stadion: Estádio 11 de Novembro, Luanda Scheidsrechter: Pierre Atcho (GAB) |
| 11 oktober 2024 «onderlinge duels» 20:00 (UTC+1) | Mabululu 75' (pen.) Felicio Milson 85' | Verslag |       | Stadion: Estádio 11 de Novembro, Luanda Scheidsrechter: Pierre Atcho (GAB) |
| 11 oktober 2024 «onderlinge duels» 20:00 (UTC+1) |                                        |         |       | Stadion: Estádio 11 de Novembro, Luanda Scheidsrechter: Pierre Atcho (GAB) |
| 11 oktober 2024 «onderlinge duels» 20:00 (UTC+1) |                                        |         |       | Stadion: Estádio 11 de Novembro, Luanda Scheidsrechter: Pierre Atcho (GAB) |
|                                                  |                                        |         |       |                                                                            |

|                                                  |                             |         |       |                                                                                     |
| 14 oktober 2024 «onderlinge duels» 15:00 (UTC+2) | Soedan                      | 2 – 0   | Ghana | Stadion: Benina Martyrsstadion, Benghazi (Libië) Scheidsrechter: Mehrez Melki (TUN) |
| 14 oktober 2024 «onderlinge duels» 15:00 (UTC+2) | Al-Tash 62' Abdelrahman 65' | Verslag |       | Stadion: Benina Martyrsstadion, Benghazi (Libië) Scheidsrechter: Mehrez Melki (TUN) |
| 14 oktober 2024 «onderlinge duels» 15:00 (UTC+2) |                             |         |       | Stadion: Benina Martyrsstadion, Benghazi (Libië) Scheidsrechter: Mehrez Melki (TUN) |
| 14 oktober 2024 «onderlinge duels» 15:00 (UTC+2) |                             |         |       | Stadion: Benina Martyrsstadion, Benghazi (Libië) Scheidsrechter: Mehrez Melki (TUN) |
|                                                  |                             |         |       |                                                                                     |

|                                                  |       |         |         |                                                                              |
| 15 oktober 2024 «onderlinge duels» 17:00 (UTC+1) | Niger | 0 – 1   | Angola  | Stadion: Stade Larbi Zaouli, Casablanca Scheidsrechter: Adalbert Diouf (SEN) |
| 15 oktober 2024 «onderlinge duels» 17:00 (UTC+1) |       | Verslag | 1' Zini | Stadion: Stade Larbi Zaouli, Casablanca Scheidsrechter: Adalbert Diouf (SEN) |
| 15 oktober 2024 «onderlinge duels» 17:00 (UTC+1) |       |         |         | Stadion: Stade Larbi Zaouli, Casablanca Scheidsrechter: Adalbert Diouf (SEN) |
| 15 oktober 2024 «onderlinge duels» 17:00 (UTC+1) |       |         |         | Stadion: Stade Larbi Zaouli, Casablanca Scheidsrechter: Adalbert Diouf (SEN) |
|                                                  |       |         |         |                                                                              |

|                                                   |                                                  |         |        |                                                                            |
| 14 november 2024 «onderlinge duels» 16:00 (UTC+1) | Niger                                            | 4 – 0   | Soedan | Stadion: Stade de Kégué, Lomé (Togo) Scheidsrechter: Ahmad Heeralall (MRI) |
| 14 november 2024 «onderlinge duels» 16:00 (UTC+1) | Sosah 6', 45+3' (pen.) Oumarou 29' Badamassi 51' | Verslag |        | Stadion: Stade de Kégué, Lomé (Togo) Scheidsrechter: Ahmad Heeralall (MRI) |
| 14 november 2024 «onderlinge duels» 16:00 (UTC+1) |                                                  |         |        | Stadion: Stade de Kégué, Lomé (Togo) Scheidsrechter: Ahmad Heeralall (MRI) |
| 14 november 2024 «onderlinge duels» 16:00 (UTC+1) |                                                  |         |        | Stadion: Stade de Kégué, Lomé (Togo) Scheidsrechter: Ahmad Heeralall (MRI) |
|                                                   |                                                  |         |        |                                                                            |

|                                                   |          |         |          |                                                                               |
| 15 november 2024 «onderlinge duels» 19:00 (UTC+1) | Angola   | 1 – 1   | Ghana    | Stadion: Estádio 11 de Novembro, Luanda Scheidsrechter: George Gatogato (BDI) |
| 15 november 2024 «onderlinge duels» 19:00 (UTC+1) | Zini 64' | Verslag | 18' Ayew | Stadion: Estádio 11 de Novembro, Luanda Scheidsrechter: George Gatogato (BDI) |
| 15 november 2024 «onderlinge duels» 19:00 (UTC+1) |          |         |          | Stadion: Estádio 11 de Novembro, Luanda Scheidsrechter: George Gatogato (BDI) |
| 15 november 2024 «onderlinge duels» 19:00 (UTC+1) |          |         |          | Stadion: Estádio 11 de Novembro, Luanda Scheidsrechter: George Gatogato (BDI) |
|                                                   |          |         |          |                                                                               |

|                                                 |             |         |                          |                                                                                   |
| 18 november 2024 «onderlinge duels» 13:00 (UTC) | Ghana       | 1 – 2   | Niger                    | Stadion: Accra Sports Stadium, Accra Scheidsrechter: Rulisa Patience Fidele (CAF) |
| 18 november 2024 «onderlinge duels» 13:00 (UTC) | Afriyie 67' | Verslag | 22' Badamassi 90+2' Sako | Stadion: Accra Sports Stadium, Accra Scheidsrechter: Rulisa Patience Fidele (CAF) |
| 18 november 2024 «onderlinge duels» 13:00 (UTC) |             |         |                          | Stadion: Accra Sports Stadium, Accra Scheidsrechter: Rulisa Patience Fidele (CAF) |
| 18 november 2024 «onderlinge duels» 13:00 (UTC) |             |         |                          | Stadion: Accra Sports Stadium, Accra Scheidsrechter: Rulisa Patience Fidele (CAF) |
|                                                 |             |         |                          |                                                                                   |

|                                                   |         |       |        | |
| 18 november 2024 «onderlinge duels» 14:00 (UTC+2) | Soedan  | 0 – 0 | Angola | Stadion: Benina Martyrsstadion, Benghazi (Libië) Scheidsrechter: Adissa Abdul Raphiou Ligali (BEN) |
| 18 november 2024 «onderlinge duels» 14:00 (UTC+2) | Verslag |       |        | Stadion: Benina Martyrsstadion, Benghazi (Libië) Scheidsrechter: Adissa Abdul Raphiou Ligali (BEN) |
| 18 november 2024 «onderlinge duels» 14:00 (UTC+2) |         |       |        | Stadion: Benina Martyrsstadion, Benghazi (Libië) Scheidsrechter: Adissa Abdul Raphiou Ligali (BEN) |
| 18 november 2024 «onderlinge duels» 14:00 (UTC+2) |         |       |        | Stadion: Benina Martyrsstadion, Benghazi (Libië) Scheidsrechter: Adissa Abdul Raphiou Ligali (BEN) |
|                                                   |         |       |        | |

### Groep G
| Pos | Team         | Wed | W | G | V | Ptn | DV | DT | +/− | Kwalificatie  |       | Vlag van Zambia | Vlag van Ivoorkust | Vlag van Sierra Leone | Vlag van Tsjaad |
| --- | ------------ | --- | - | - | - | --- | -- | -- | --- | ------------- | ----- | --------------- | ------------------ | --------------------- | --------------- |
| 1   | Zambia       | 6   | 4 | 1 | 1 | 13  | 7  | 4  | +3  | Hoofdtoernooi |       |                 | 1 – 0              | 3 – 2                 | 0 – 0           |
| 2   | Ivoorkust    | 6   | 4 | 0 | 2 | 12  | 12 | 3  | +9  | Hoofdtoernooi |       | 2 – 0           |                    | 4 – 1                 | 4 – 0           |
| 3   | Sierra Leone | 6   | 1 | 2 | 3 | 5   | 5  | 10 | −5  |               |       | 0 – 2           | 1 – 0              |                       | 0 – 0           |
| 4   | Tsjaad       | 6   | 0 | 3 | 3 | 3   | 1  | 8  | −7  |               | 0 – 1 | 0 – 2           | 1 – 1              |                       |                 |

|                                                 |                 |         |        |                                                                      |
| 6 september 2024 «onderlinge duels» 19:00 (UTC) | Ivoorkust       | 2 – 0   | Zambia | Stadion: Stade Bouaké, Bouaké Scheidsrechter: Mustapha Ghorbal (ALG) |
| 6 september 2024 «onderlinge duels» 19:00 (UTC) | Krasso 73', 84' | Verslag |        | Stadion: Stade Bouaké, Bouaké Scheidsrechter: Mustapha Ghorbal (ALG) |
| 6 september 2024 «onderlinge duels» 19:00 (UTC) |                 |         |        | Stadion: Stade Bouaké, Bouaké Scheidsrechter: Mustapha Ghorbal (ALG) |
| 6 september 2024 «onderlinge duels» 19:00 (UTC) |                 |         |        | Stadion: Stade Bouaké, Bouaké Scheidsrechter: Mustapha Ghorbal (ALG) |
|                                                 |                 |         |        |                                                                      |

|                                                 |              |       |        |                                                                                                   |
| 6 september 2024 «onderlinge duels» 16:00 (UTC) | Sierra Leone | 0 – 0 | Tsjaad | Stadion: Samuel Kanyon Doe Sportcomplex, Monrovia (Liberia) Scheidsrechter: George Gatogato (BDI) |
| 6 september 2024 «onderlinge duels» 16:00 (UTC) | Verslag      |       |        | Stadion: Samuel Kanyon Doe Sportcomplex, Monrovia (Liberia) Scheidsrechter: George Gatogato (BDI) |
| 6 september 2024 «onderlinge duels» 16:00 (UTC) |              |       |        | Stadion: Samuel Kanyon Doe Sportcomplex, Monrovia (Liberia) Scheidsrechter: George Gatogato (BDI) |
| 6 september 2024 «onderlinge duels» 16:00 (UTC) |              |       |        | Stadion: Samuel Kanyon Doe Sportcomplex, Monrovia (Liberia) Scheidsrechter: George Gatogato (BDI) |
|                                                 |              |       |        |                                                                                                   |

|                                                   |                                        |         |                         |                                                                           |
| 9 september 2024 «onderlinge duels» 15:00 (UTC+2) | Zambia                                 | 3 – 2   | Sierra Leone            | Stadion: Levy Mwanawasastadion, Ndola Scheidsrechter: Aklesso Gnama (TOG) |
| 9 september 2024 «onderlinge duels» 15:00 (UTC+2) | K. Musonda 28' Kampamba 70' Kangwa 85' | Verslag | 33' Kargbo 73' Mustapha | Stadion: Levy Mwanawasastadion, Ndola Scheidsrechter: Aklesso Gnama (TOG) |
| 9 september 2024 «onderlinge duels» 15:00 (UTC+2) |                                        |         |                         | Stadion: Levy Mwanawasastadion, Ndola Scheidsrechter: Aklesso Gnama (TOG) |
| 9 september 2024 «onderlinge duels» 15:00 (UTC+2) |                                        |         |                         | Stadion: Levy Mwanawasastadion, Ndola Scheidsrechter: Aklesso Gnama (TOG) |
|                                                   |                                        |         |                         |                                                                           |

|                                                    |        |         |                          |                                                                                             |
| 10 september 2024 «onderlinge duels» 20:00 (UTC+1) | Tsjaad | 0 – 2   | Ivoorkust                | Stadion: Ahmadou Ahidjostadion, Yaoundé (Kameroen) Scheidsrechter: Tsegay Mogos Teklu (ERI) |
| 10 september 2024 «onderlinge duels» 20:00 (UTC+1) |        | Verslag | 45+3' Krasso 55' Diakité | Stadion: Ahmadou Ahidjostadion, Yaoundé (Kameroen) Scheidsrechter: Tsegay Mogos Teklu (ERI) |
| 10 september 2024 «onderlinge duels» 20:00 (UTC+1) |        |         |                          | Stadion: Ahmadou Ahidjostadion, Yaoundé (Kameroen) Scheidsrechter: Tsegay Mogos Teklu (ERI) |
| 10 september 2024 «onderlinge duels» 20:00 (UTC+1) |        |         |                          | Stadion: Ahmadou Ahidjostadion, Yaoundé (Kameroen) Scheidsrechter: Tsegay Mogos Teklu (ERI) |
|                                                    |        |         |                          |                                                                                             |

|                                                  |         |       |        |                                                                              |
| 11 oktober 2024 «onderlinge duels» 15:00 (UTC+2) | Zambia  | 0 – 0 | Tsjaad | Stadion: Levy Mwanawasastadion, Ndola Scheidsrechter: Mahmoud El Banna (EGY) |
| 11 oktober 2024 «onderlinge duels» 15:00 (UTC+2) | Verslag |       |        | Stadion: Levy Mwanawasastadion, Ndola Scheidsrechter: Mahmoud El Banna (EGY) |
| 11 oktober 2024 «onderlinge duels» 15:00 (UTC+2) |         |       |        | Stadion: Levy Mwanawasastadion, Ndola Scheidsrechter: Mahmoud El Banna (EGY) |
| 11 oktober 2024 «onderlinge duels» 15:00 (UTC+2) |         |       |        | Stadion: Levy Mwanawasastadion, Ndola Scheidsrechter: Mahmoud El Banna (EGY) |
|                                                  |         |       |        |                                                                              |

|                                                |                                                   |         |              |                                                                                                 |
| 11 oktober 2024 «onderlinge duels» 19:00 (UTC) | Ivoorkust                                         | 4 – 1   | Sierra Leone | Stadion: Stade Laurent Pokou, San-Pédro Toeschouwers: 16.553 Scheidsrechter: Abongile Tom (RSA) |
| 11 oktober 2024 «onderlinge duels» 19:00 (UTC) | Pépé 3' Kessié 51', 76' (pen.) Diakité 87' (pen.) | Verslag | 43' Koroma   | Stadion: Stade Laurent Pokou, San-Pédro Toeschouwers: 16.553 Scheidsrechter: Abongile Tom (RSA) |
| 11 oktober 2024 «onderlinge duels» 19:00 (UTC) |                                                   |         |              | Stadion: Stade Laurent Pokou, San-Pédro Toeschouwers: 16.553 Scheidsrechter: Abongile Tom (RSA) |
| 11 oktober 2024 «onderlinge duels» 19:00 (UTC) |                                                   |         |              | Stadion: Stade Laurent Pokou, San-Pédro Toeschouwers: 16.553 Scheidsrechter: Abongile Tom (RSA) |
|                                                |                                                   |         |              |                                                                                                 |

|                                                  |        |         |                |                                                                                       |
| 15 oktober 2024 «onderlinge duels» 14:00 (UTC+1) | Tsjaad | 0 – 1   | Zambia         | Stadion: Ahmadou Ahidjostadion, Yaoundé (Kameroen) Scheidsrechter: Peter Waweru (KEN) |
| 15 oktober 2024 «onderlinge duels» 14:00 (UTC+1) |        | Verslag | 70' K. Musonda | Stadion: Ahmadou Ahidjostadion, Yaoundé (Kameroen) Scheidsrechter: Peter Waweru (KEN) |
| 15 oktober 2024 «onderlinge duels» 14:00 (UTC+1) |        |         |                | Stadion: Ahmadou Ahidjostadion, Yaoundé (Kameroen) Scheidsrechter: Peter Waweru (KEN) |
| 15 oktober 2024 «onderlinge duels» 14:00 (UTC+1) |        |         |                | Stadion: Ahmadou Ahidjostadion, Yaoundé (Kameroen) Scheidsrechter: Peter Waweru (KEN) |
|                                                  |        |         |                |                                                                                       |

|                                                |              |         |           | |
| 15 oktober 2024 «onderlinge duels» 16:00 (UTC) | Sierra Leone | 1 – 0   | Ivoorkust | Stadion: Samuel Kanyon Doe Sportcomplex, Monrovia (Liberia) Toeschouwers: 7.408 Scheidsrechter: Jeannot Franck Bito (CMR) |
| 15 oktober 2024 «onderlinge duels» 16:00 (UTC) | Bakayoko 85' | Verslag |           | Stadion: Samuel Kanyon Doe Sportcomplex, Monrovia (Liberia) Toeschouwers: 7.408 Scheidsrechter: Jeannot Franck Bito (CMR) |
| 15 oktober 2024 «onderlinge duels» 16:00 (UTC) |              |         |           | Stadion: Samuel Kanyon Doe Sportcomplex, Monrovia (Liberia) Toeschouwers: 7.408 Scheidsrechter: Jeannot Franck Bito (CMR) |
| 15 oktober 2024 «onderlinge duels» 16:00 (UTC) |              |         |           | Stadion: Samuel Kanyon Doe Sportcomplex, Monrovia (Liberia) Toeschouwers: 7.408 Scheidsrechter: Jeannot Franck Bito (CMR) |
|                                                |              |         |           | |

|                                                 |                  |         |              |                                                                                            |
| 13 november 2024 «onderlinge duels» 19:00 (UTC) | Tsjaad           | 1 – 1   | Sierra Leone | Stadion: Stade olympique d'Ebimpé, Abidjan (Ivoorkust) Scheidsrechter: Jean Ouattara (BFA) |
| 13 november 2024 «onderlinge duels» 19:00 (UTC) | Thiam 34' (pen.) | Verslag | 29' Dumbuya  | Stadion: Stade olympique d'Ebimpé, Abidjan (Ivoorkust) Scheidsrechter: Jean Ouattara (BFA) |
| 13 november 2024 «onderlinge duels» 19:00 (UTC) |                  |         |              | Stadion: Stade olympique d'Ebimpé, Abidjan (Ivoorkust) Scheidsrechter: Jean Ouattara (BFA) |
| 13 november 2024 «onderlinge duels» 19:00 (UTC) |                  |         |              | Stadion: Stade olympique d'Ebimpé, Abidjan (Ivoorkust) Scheidsrechter: Jean Ouattara (BFA) |
|                                                 |                  |         |              |                                                                                            |

|                                                   |                |         |           |                                                                                             |
| 15 november 2024 «onderlinge duels» 17:00 (UTC+2) | Zambia         | 1 – 0   | Ivoorkust | Stadion: Levy Mwanawasastadion, Ndola Toeschouwers: 49.800 Scheidsrechter: Omar Artan (SOM) |
| 15 november 2024 «onderlinge duels» 17:00 (UTC+2) | K. Musonda 43' | Verslag |           | Stadion: Levy Mwanawasastadion, Ndola Toeschouwers: 49.800 Scheidsrechter: Omar Artan (SOM) |
| 15 november 2024 «onderlinge duels» 17:00 (UTC+2) |                |         |           | Stadion: Levy Mwanawasastadion, Ndola Toeschouwers: 49.800 Scheidsrechter: Omar Artan (SOM) |
| 15 november 2024 «onderlinge duels» 17:00 (UTC+2) |                |         |           | Stadion: Levy Mwanawasastadion, Ndola Toeschouwers: 49.800 Scheidsrechter: Omar Artan (SOM) |
|                                                   |                |         |           |                                                                                             |

|                                                 |                                                |         |        |                                                                                  |
| 19 november 2024 «onderlinge duels» 15:00 (UTC) | Ivoorkust                                      | 4 – 0   | Tsjaad | Stadion: Stade Félix Houphouët-Boigny, Abidjan Scheidsrechter: Sadok Selmi (TUN) |
| 19 november 2024 «onderlinge duels» 15:00 (UTC) | Bayo 25' Adingra 37' Agbadou 77' Diakité 90+3' | Verslag |        | Stadion: Stade Félix Houphouët-Boigny, Abidjan Scheidsrechter: Sadok Selmi (TUN) |
| 19 november 2024 «onderlinge duels» 15:00 (UTC) |                                                |         |        | Stadion: Stade Félix Houphouët-Boigny, Abidjan Scheidsrechter: Sadok Selmi (TUN) |
| 19 november 2024 «onderlinge duels» 15:00 (UTC) |                                                |         |        | Stadion: Stade Félix Houphouët-Boigny, Abidjan Scheidsrechter: Sadok Selmi (TUN) |
|                                                 |                                                |         |        |                                                                                  |

|                                                 |              |         |                          |                                                                                                  |
| 19 november 2024 «onderlinge duels» 15:00 (UTC) | Sierra Leone | 0 – 2   | Zambia                   | Stadion: Samuel Kanyon Doe Sportcomplex, Monrovia (Liberia) Scheidsrechter: Yannick Malala (COD) |
| 19 november 2024 «onderlinge duels» 15:00 (UTC) |              | Verslag | 54' Banda 71' K. Musonda | Stadion: Samuel Kanyon Doe Sportcomplex, Monrovia (Liberia) Scheidsrechter: Yannick Malala (COD) |
| 19 november 2024 «onderlinge duels» 15:00 (UTC) |              |         |                          | Stadion: Samuel Kanyon Doe Sportcomplex, Monrovia (Liberia) Scheidsrechter: Yannick Malala (COD) |
| 19 november 2024 «onderlinge duels» 15:00 (UTC) |              |         |                          | Stadion: Samuel Kanyon Doe Sportcomplex, Monrovia (Liberia) Scheidsrechter: Yannick Malala (COD) |
|                                                 |              |         |                          |                                                                                                  |

### Groep H
| Pos | Team           | Wed | W | G | V | Ptn | DV | DT | +/− | Kwalificatie  |       | Vlag van Congo-Kinshasa | Vlag van Tanzania | Vlag van Guinee | Vlag van Ethiopië |
| --- | -------------- | --- | - | - | - | --- | -- | -- | --- | ------------- | ----- | ----------------------- | ----------------- | --------------- | ----------------- |
| 1   | Congo-Kinshasa | 6   | 4 | 0 | 2 | 12  | 7  | 3  | +4  | Hoofdtoernooi |       |                         | 1 – 0             | 1 – 0           | 1 – 2             |
| 2   | Tanzania       | 6   | 3 | 1 | 2 | 10  | 5  | 4  | +1  | Hoofdtoernooi |       | 0 – 2                   |                   | 1 – 0           | 0 – 0             |
| 3   | Guinee         | 6   | 3 | 0 | 3 | 9   | 9  | 5  | +4  |               |       | 1 – 0                   | 1 – 2             |                 | 4 – 1             |
| 4   | Ethiopië       | 6   | 1 | 1 | 4 | 4   | 3  | 12 | −9  |               | 0 – 2 | 0 – 2                   | 0 – 3             |                 |                   |

|                                                   |          |       |          |                                                                         |
| 4 september 2024 «onderlinge duels» 19:00 (UTC+3) | Tanzania | 0 – 0 | Ethiopië | Stadion: Nationaal Stadion, Dar es Salaam Scheidsrechter: Issa Sy (SEN) |
| 4 september 2024 «onderlinge duels» 19:00 (UTC+3) | Verslag  |       |          | Stadion: Nationaal Stadion, Dar es Salaam Scheidsrechter: Issa Sy (SEN) |
| 4 september 2024 «onderlinge duels» 19:00 (UTC+3) |          |       |          | Stadion: Nationaal Stadion, Dar es Salaam Scheidsrechter: Issa Sy (SEN) |
| 4 september 2024 «onderlinge duels» 19:00 (UTC+3) |          |       |          | Stadion: Nationaal Stadion, Dar es Salaam Scheidsrechter: Issa Sy (SEN) |
|                                                   |          |       |          |                                                                         |

|                                                   |                |         |        |                                                                         |
| 6 september 2024 «onderlinge duels» 17:00 (UTC+1) | Congo-Kinshasa | 1 – 0   | Guinee | Stadion: Stade des Martyrs, Kinshasa Scheidsrechter: Mohamed Adel (EGY) |
| 6 september 2024 «onderlinge duels» 17:00 (UTC+1) | Kayembe 27'    | Verslag |        | Stadion: Stade des Martyrs, Kinshasa Scheidsrechter: Mohamed Adel (EGY) |
| 6 september 2024 «onderlinge duels» 17:00 (UTC+1) |                |         |        | Stadion: Stade des Martyrs, Kinshasa Scheidsrechter: Mohamed Adel (EGY) |
| 6 september 2024 «onderlinge duels» 17:00 (UTC+1) |                |         |        | Stadion: Stade des Martyrs, Kinshasa Scheidsrechter: Mohamed Adel (EGY) |
|                                                   |                |         |        |                                                                         |

|                                                   |          |         |                         |                                                                                             |
| 9 september 2024 «onderlinge duels» 22:00 (UTC+3) | Ethiopië | 0 – 2   | Congo-Kinshasa          | Stadion: Nationaal Stadion, Dar es Salaam (Tanzania) Scheidsrechter: Lahlou Benbraham (ALG) |
| 9 september 2024 «onderlinge duels» 22:00 (UTC+3) |          | Verslag | 62' Bongonda 76' Mayele | Stadion: Nationaal Stadion, Dar es Salaam (Tanzania) Scheidsrechter: Lahlou Benbraham (ALG) |
| 9 september 2024 «onderlinge duels» 22:00 (UTC+3) |          |         |                         | Stadion: Nationaal Stadion, Dar es Salaam (Tanzania) Scheidsrechter: Lahlou Benbraham (ALG) |
| 9 september 2024 «onderlinge duels» 22:00 (UTC+3) |          |         |                         | Stadion: Nationaal Stadion, Dar es Salaam (Tanzania) Scheidsrechter: Lahlou Benbraham (ALG) |
|                                                   |          |         |                         |                                                                                             |

|                                                  |          |         |                     |                                                                                              |
| 10 september 2024 «onderlinge duels» 16:00 (UTC) | Guinee   | 1 – 2   | Tanzania            | Stadion: Stade de Yamoussoukro, Yamoussoukro (Ivoorkust) Scheidsrechter: Jean Ouattara (BFA) |
| 10 september 2024 «onderlinge duels» 16:00 (UTC) | Bayo 57' | Verslag | 61' Salum 88' Yahya | Stadion: Stade de Yamoussoukro, Yamoussoukro (Ivoorkust) Scheidsrechter: Jean Ouattara (BFA) |
| 10 september 2024 «onderlinge duels» 16:00 (UTC) |          |         |                     | Stadion: Stade de Yamoussoukro, Yamoussoukro (Ivoorkust) Scheidsrechter: Jean Ouattara (BFA) |
| 10 september 2024 «onderlinge duels» 16:00 (UTC) |          |         |                     | Stadion: Stade de Yamoussoukro, Yamoussoukro (Ivoorkust) Scheidsrechter: Jean Ouattara (BFA) |
|                                                  |          |         |                     |                                                                                              |

|                                                  |                  |         |          |                                                                            |
| 10 oktober 2024 «onderlinge duels» 17:00 (UTC+1) | Congo-Kinshasa   | 1 – 0   | Tanzania | Stadion: Stade des Martyrs, Kinshasa Scheidsrechter: Hillary Hambaba (ZAM) |
| 10 oktober 2024 «onderlinge duels» 17:00 (UTC+1) | Mzize 53' (e.d.) | Verslag |          | Stadion: Stade des Martyrs, Kinshasa Scheidsrechter: Hillary Hambaba (ZAM) |
| 10 oktober 2024 «onderlinge duels» 17:00 (UTC+1) |                  |         |          | Stadion: Stade des Martyrs, Kinshasa Scheidsrechter: Hillary Hambaba (ZAM) |
| 10 oktober 2024 «onderlinge duels» 17:00 (UTC+1) |                  |         |          | Stadion: Stade des Martyrs, Kinshasa Scheidsrechter: Hillary Hambaba (ZAM) |
|                                                  |                  |         |          |                                                                            |

|                                                |                                           |         |             |                                                                                           |
| 12 oktober 2024 «onderlinge duels» 16:00 (UTC) | Guinee                                    | 4 – 1   | Ethiopië    | Stadion: Stade olympique d'Ebimpé, Abidjan (Ivoorkust) Scheidsrechter: Clément Kpan (CIV) |
| 12 oktober 2024 «onderlinge duels» 16:00 (UTC) | Guirassy 18' (pen.), 37', 45+2' Cissé 48' | Verslag | 53' Markneh | Stadion: Stade olympique d'Ebimpé, Abidjan (Ivoorkust) Scheidsrechter: Clément Kpan (CIV) |
| 12 oktober 2024 «onderlinge duels» 16:00 (UTC) |                                           |         |             | Stadion: Stade olympique d'Ebimpé, Abidjan (Ivoorkust) Scheidsrechter: Clément Kpan (CIV) |
| 12 oktober 2024 «onderlinge duels» 16:00 (UTC) |                                           |         |             | Stadion: Stade olympique d'Ebimpé, Abidjan (Ivoorkust) Scheidsrechter: Clément Kpan (CIV) |
|                                                |                                           |         |             |                                                                                           |

|                                                  |          |         |                 |                                                                                       |
| 15 oktober 2024 «onderlinge duels» 16:00 (UTC+3) | Tanzania | 0 – 2   | Congo-Kinshasa  | Stadion: Nationaal Stadion, Dar es Salaam Scheidsrechter: Celso Armindo Alvação (MOZ) |
| 15 oktober 2024 «onderlinge duels» 16:00 (UTC+3) |          | Verslag | 87', 90+3' Elia | Stadion: Nationaal Stadion, Dar es Salaam Scheidsrechter: Celso Armindo Alvação (MOZ) |
| 15 oktober 2024 «onderlinge duels» 16:00 (UTC+3) |          |         |                 | Stadion: Nationaal Stadion, Dar es Salaam Scheidsrechter: Celso Armindo Alvação (MOZ) |
| 15 oktober 2024 «onderlinge duels» 16:00 (UTC+3) |          |         |                 | Stadion: Nationaal Stadion, Dar es Salaam Scheidsrechter: Celso Armindo Alvação (MOZ) |
|                                                  |          |         |                 |                                                                                       |

|                                                |          |         |                                    |                                                                                               |
| 15 oktober 2024 «onderlinge duels» 19:00 (UTC) | Ethiopië | 0 – 3   | Guinee                             | Stadion: Stade olympique d'Ebimpé, Abidjan (Ivoorkust) Scheidsrechter: Mustapha Ghorbal (ALG) |
| 15 oktober 2024 «onderlinge duels» 19:00 (UTC) |          | Verslag | 16', 23' (pen.) Guirassy 19' Touré | Stadion: Stade olympique d'Ebimpé, Abidjan (Ivoorkust) Scheidsrechter: Mustapha Ghorbal (ALG) |
| 15 oktober 2024 «onderlinge duels» 19:00 (UTC) |          |         |                                    | Stadion: Stade olympique d'Ebimpé, Abidjan (Ivoorkust) Scheidsrechter: Mustapha Ghorbal (ALG) |
| 15 oktober 2024 «onderlinge duels» 19:00 (UTC) |          |         |                                    | Stadion: Stade olympique d'Ebimpé, Abidjan (Ivoorkust) Scheidsrechter: Mustapha Ghorbal (ALG) |
|                                                |          |         |                                    |                                                                                               |

|                                                   |          |         |                     |                                                                                        |
| 16 november 2024 «onderlinge duels» 16:00 (UTC+1) | Ethiopië | 0 – 2   | Tanzania            | Stadion: Stade des Martyrs, Kinshasa (Congo-Kinshasa) Scheidsrechter: Ring Nyier (SSD) |
| 16 november 2024 «onderlinge duels» 16:00 (UTC+1) |          | Verslag | 15' Msuva 31' Salum | Stadion: Stade des Martyrs, Kinshasa (Congo-Kinshasa) Scheidsrechter: Ring Nyier (SSD) |
| 16 november 2024 «onderlinge duels» 16:00 (UTC+1) |          |         |                     | Stadion: Stade des Martyrs, Kinshasa (Congo-Kinshasa) Scheidsrechter: Ring Nyier (SSD) |
| 16 november 2024 «onderlinge duels» 16:00 (UTC+1) |          |         |                     | Stadion: Stade des Martyrs, Kinshasa (Congo-Kinshasa) Scheidsrechter: Ring Nyier (SSD) |
|                                                   |          |         |                     |                                                                                        |

|                                                 |                |         |                |                                                                                        |
| 16 november 2024 «onderlinge duels» 18:00 (UTC) | Guinee         | 1 – 0   | Congo-Kinshasa | Stadion: Stade olympique d'Ebimpé, Abidjan (Ivoorkust) Scheidsrechter: Amin Omar (EGY) |
| 16 november 2024 «onderlinge duels» 18:00 (UTC) | Guirassy 90+2' | Verslag |                | Stadion: Stade olympique d'Ebimpé, Abidjan (Ivoorkust) Scheidsrechter: Amin Omar (EGY) |
| 16 november 2024 «onderlinge duels» 18:00 (UTC) |                |         |                | Stadion: Stade olympique d'Ebimpé, Abidjan (Ivoorkust) Scheidsrechter: Amin Omar (EGY) |
| 16 november 2024 «onderlinge duels» 18:00 (UTC) |                |         |                | Stadion: Stade olympique d'Ebimpé, Abidjan (Ivoorkust) Scheidsrechter: Amin Omar (EGY) |
|                                                 |                |         |                |                                                                                        |

|                                                   |                   |         |                       |                                                                                     |
| 19 november 2024 «onderlinge duels» 16:00 (UTC+1) | Congo-Kinshasa    | 1 – 2   | Ethiopië              | Stadion: Stade des Martyrs, Kinshasa Scheidsrechter: Leonidas Lenine Da Graca (CPV) |
| 19 november 2024 «onderlinge duels» 16:00 (UTC+1) | Batubinsika 90+2' | Verslag | 36' Desta 90+6' Nasir | Stadion: Stade des Martyrs, Kinshasa Scheidsrechter: Leonidas Lenine Da Graca (CPV) |
| 19 november 2024 «onderlinge duels» 16:00 (UTC+1) |                   |         |                       | Stadion: Stade des Martyrs, Kinshasa Scheidsrechter: Leonidas Lenine Da Graca (CPV) |
| 19 november 2024 «onderlinge duels» 16:00 (UTC+1) |                   |         |                       | Stadion: Stade des Martyrs, Kinshasa Scheidsrechter: Leonidas Lenine Da Graca (CPV) |
|                                                   |                   |         |                       |                                                                                     |

|                                                   |           |         |        |                                                                                  |
| 19 november 2024 «onderlinge duels» 18:00 (UTC+3) | Tanzania  | 1 – 0   | Guinee | Stadion: Nationaal Stadion, Dar es Salaam Scheidsrechter: Brighton Chimene (ZAM) |
| 19 november 2024 «onderlinge duels» 18:00 (UTC+3) | Msuva 61' | Verslag |        | Stadion: Nationaal Stadion, Dar es Salaam Scheidsrechter: Brighton Chimene (ZAM) |
| 19 november 2024 «onderlinge duels» 18:00 (UTC+3) |           |         |        | Stadion: Nationaal Stadion, Dar es Salaam Scheidsrechter: Brighton Chimene (ZAM) |
| 19 november 2024 «onderlinge duels» 18:00 (UTC+3) |           |         |        | Stadion: Nationaal Stadion, Dar es Salaam Scheidsrechter: Brighton Chimene (ZAM) |
|                                                   |           |         |        |                                                                                  |

### Groep I
| Pos | Team          | Wed | W | G | V | Ptn | DV | DT | +/− | Kwalificatie  |       | Vlag van Mali | Vlag van Mozambique | Vlag van Guinee-Bissau | Vlag van Swaziland |
| --- | ------------- | --- | - | - | - | --- | -- | -- | --- | ------------- | ----- | ------------- | ------------------- | ---------------------- | ------------------ |
| 1   | Mali          | 6   | 4 | 2 | 0 | 14  | 10 | 1  | +9  | Hoofdtoernooi |       |               | 1 – 1               | 1 – 0                  | 6 – 0              |
| 2   | Mozambique    | 6   | 3 | 2 | 1 | 11  | 9  | 5  | +4  | Hoofdtoernooi |       | 0 – 1         |                     | 2 – 1                  | 1 – 1              |
| 3   | Guinee-Bissau | 6   | 1 | 2 | 3 | 5   | 4  | 6  | −2  |               |       | 0 – 0         | 1 – 2               |                        | 1 – 0              |
| 4   | Swaziland     | 6   | 0 | 2 | 4 | 2   | 2  | 13 | −11 |               | 0 – 1 | 0 – 3         | 1 – 1               |                        |                    |

|                                                 |               |         |           |                                                                              |
| 5 september 2024 «onderlinge duels» 16:00 (UTC) | Guinee-Bissau | 1 – 0   | Swaziland | Stadion: Estádio 24 de Setembro, Bissau Scheidsrechter: Raphiou Ligali (BEN) |
| 5 september 2024 «onderlinge duels» 16:00 (UTC) | Burá 14'      | Verslag |           | Stadion: Estádio 24 de Setembro, Bissau Scheidsrechter: Raphiou Ligali (BEN) |
| 5 september 2024 «onderlinge duels» 16:00 (UTC) |               |         |           | Stadion: Estádio 24 de Setembro, Bissau Scheidsrechter: Raphiou Ligali (BEN) |
| 5 september 2024 «onderlinge duels» 16:00 (UTC) |               |         |           | Stadion: Estádio 24 de Setembro, Bissau Scheidsrechter: Raphiou Ligali (BEN) |
|                                                 |               |         |           |                                                                              |

|                                                 |              |         |            | |
| 6 september 2024 «onderlinge duels» 19:00 (UTC) | Mali         | 1 – 1   | Mozambique | Stadion: Stade du 26 Mars, Bamako Toeschouwers: 49.000 Scheidsrechter: Alhadi Allaou Mahamat (CHA) |
| 6 september 2024 «onderlinge duels» 19:00 (UTC) | Bissouma 52' | Verslag | 37' Catamo | Stadion: Stade du 26 Mars, Bamako Toeschouwers: 49.000 Scheidsrechter: Alhadi Allaou Mahamat (CHA) |
| 6 september 2024 «onderlinge duels» 19:00 (UTC) |              |         |            | Stadion: Stade du 26 Mars, Bamako Toeschouwers: 49.000 Scheidsrechter: Alhadi Allaou Mahamat (CHA) |
| 6 september 2024 «onderlinge duels» 19:00 (UTC) |              |         |            | Stadion: Stade du 26 Mars, Bamako Toeschouwers: 49.000 Scheidsrechter: Alhadi Allaou Mahamat (CHA) |
|                                                 |              |         |            | |

|                                                    |           |         |             | |
| 10 september 2024 «onderlinge duels» 15:00 (UTC+2) | Swaziland | 0 – 1   | Mali        | Stadion: Mbombelastadion, Mbombela (Zuid-Afrika) Toeschouwers: 406 Scheidsrechter: Jean-Claude Ishimwe (RWA) |
| 10 september 2024 «onderlinge duels» 15:00 (UTC+2) |           | Verslag | 7' Bissouma | Stadion: Mbombelastadion, Mbombela (Zuid-Afrika) Toeschouwers: 406 Scheidsrechter: Jean-Claude Ishimwe (RWA) |
| 10 september 2024 «onderlinge duels» 15:00 (UTC+2) |           |         |             | Stadion: Mbombelastadion, Mbombela (Zuid-Afrika) Toeschouwers: 406 Scheidsrechter: Jean-Claude Ishimwe (RWA) |
| 10 september 2024 «onderlinge duels» 15:00 (UTC+2) |           |         |             | Stadion: Mbombelastadion, Mbombela (Zuid-Afrika) Toeschouwers: 406 Scheidsrechter: Jean-Claude Ishimwe (RWA) |
|                                                    |           |         |             | |

|                                                    |                    |         |                |                                                                                 |
| 10 september 2024 «onderlinge duels» 15:00 (UTC+2) | Mozambique         | 2 – 1   | Guinee-Bissau  | Stadion: Estádio do Zimpeto, Maputo Scheidsrechter: Mohamed Diraneh Guedi (DJI) |
| 10 september 2024 «onderlinge duels» 15:00 (UTC+2) | Guima 5' Elias 73' | Verslag | 24' Mam. Baldé | Stadion: Estádio do Zimpeto, Maputo Scheidsrechter: Mohamed Diraneh Guedi (DJI) |
| 10 september 2024 «onderlinge duels» 15:00 (UTC+2) |                    |         |                | Stadion: Estádio do Zimpeto, Maputo Scheidsrechter: Mohamed Diraneh Guedi (DJI) |
| 10 september 2024 «onderlinge duels» 15:00 (UTC+2) |                    |         |                | Stadion: Estádio do Zimpeto, Maputo Scheidsrechter: Mohamed Diraneh Guedi (DJI) |
|                                                    |                    |         |                |                                                                                 |

|                                                  |            |         |            |                                                                               |
| 11 oktober 2024 «onderlinge duels» 15:00 (UTC+2) | Mozambique | 1 – 1   | Swaziland  | Stadion: Estádio do Zimpeto, Maputo Scheidsrechter: Pierre Jean Nguiene (CGO) |
| 11 oktober 2024 «onderlinge duels» 15:00 (UTC+2) | Ratifo 73' | Verslag | 80' Mavuso | Stadion: Estádio do Zimpeto, Maputo Scheidsrechter: Pierre Jean Nguiene (CGO) |
| 11 oktober 2024 «onderlinge duels» 15:00 (UTC+2) |            |         |            | Stadion: Estádio do Zimpeto, Maputo Scheidsrechter: Pierre Jean Nguiene (CGO) |
| 11 oktober 2024 «onderlinge duels» 15:00 (UTC+2) |            |         |            | Stadion: Estádio do Zimpeto, Maputo Scheidsrechter: Pierre Jean Nguiene (CGO) |
|                                                  |            |         |            |                                                                               |

|                                                |           |         |               |                                                                         |
| 11 oktober 2024 «onderlinge duels» 19:00 (UTC) | Mali      | 1 – 0   | Guinee-Bissau | Stadion: Stade du 26 Mars, Bamako Scheidsrechter: Samuel Uwikunda (RWA) |
| 11 oktober 2024 «onderlinge duels» 19:00 (UTC) | Touré 62' | Verslag |               | Stadion: Stade du 26 Mars, Bamako Scheidsrechter: Samuel Uwikunda (RWA) |
| 11 oktober 2024 «onderlinge duels» 19:00 (UTC) |           |         |               | Stadion: Stade du 26 Mars, Bamako Scheidsrechter: Samuel Uwikunda (RWA) |
| 11 oktober 2024 «onderlinge duels» 19:00 (UTC) |           |         |               | Stadion: Stade du 26 Mars, Bamako Scheidsrechter: Samuel Uwikunda (RWA) |
|                                                |           |         |               |                                                                         |

|                                                  |           |         |                                     |                                                                     |
| 14 oktober 2024 «onderlinge duels» 21:00 (UTC+2) | Swaziland | 0 – 3   | Mozambique                          | Stadion: Mbombelastadion, Mbombela Scheidsrechter: Ring Nyier (SSD) |
| 14 oktober 2024 «onderlinge duels» 21:00 (UTC+2) |           | Verslag | 11' Domingues 41' Ratifo 59' Catamo | Stadion: Mbombelastadion, Mbombela Scheidsrechter: Ring Nyier (SSD) |
| 14 oktober 2024 «onderlinge duels» 21:00 (UTC+2) |           |         |                                     | Stadion: Mbombelastadion, Mbombela Scheidsrechter: Ring Nyier (SSD) |
| 14 oktober 2024 «onderlinge duels» 21:00 (UTC+2) |           |         |                                     | Stadion: Mbombelastadion, Mbombela Scheidsrechter: Ring Nyier (SSD) |
|                                                  |           |         |                                     |                                                                     |

|                                                |               |       |      |                                                                             |
| 15 oktober 2024 «onderlinge duels» 16:00 (UTC) | Guinee-Bissau | 0 – 0 | Mali | Stadion: Estádio 24 de Setembro, Bissau Scheidsrechter: Jean Ouattara (BFA) |
| 15 oktober 2024 «onderlinge duels» 16:00 (UTC) | Verslag       |       |      | Stadion: Estádio 24 de Setembro, Bissau Scheidsrechter: Jean Ouattara (BFA) |
| 15 oktober 2024 «onderlinge duels» 16:00 (UTC) |               |       |      | Stadion: Estádio 24 de Setembro, Bissau Scheidsrechter: Jean Ouattara (BFA) |
| 15 oktober 2024 «onderlinge duels» 16:00 (UTC) |               |       |      | Stadion: Estádio 24 de Setembro, Bissau Scheidsrechter: Jean Ouattara (BFA) |
|                                                |               |       |      |                                                                             |

|                                                   |                    |         |               |                                                                                           |
| 15 november 2024 «onderlinge duels» 17:00 (UTC+2) | Swaziland          | 1 – 1   | Guinee-Bissau | Stadion: Mbombelastadion, Mbombela (Zuid-Afrika) Scheidsrechter: Abdou Abdel Mefire (CMR) |
| 15 november 2024 «onderlinge duels» 17:00 (UTC+2) | Mkhonta 81' (pen.) | Verslag | 87' Mané      | Stadion: Mbombelastadion, Mbombela (Zuid-Afrika) Scheidsrechter: Abdou Abdel Mefire (CMR) |
| 15 november 2024 «onderlinge duels» 17:00 (UTC+2) |                    |         |               | Stadion: Mbombelastadion, Mbombela (Zuid-Afrika) Scheidsrechter: Abdou Abdel Mefire (CMR) |
| 15 november 2024 «onderlinge duels» 17:00 (UTC+2) |                    |         |               | Stadion: Mbombelastadion, Mbombela (Zuid-Afrika) Scheidsrechter: Abdou Abdel Mefire (CMR) |
|                                                   |                    |         |               |                                                                                           |

|                                                   |            |         |             |                                                                          |
| 15 november 2024 «onderlinge duels» 17:00 (UTC+2) | Mozambique | 0 – 1   | Mali        | Stadion: Estádio do Zimpeto, Maputo Scheidsrechter: Dickens Mimisa (KEN) |
| 15 november 2024 «onderlinge duels» 17:00 (UTC+2) |            | Verslag | 19' Doumbia | Stadion: Estádio do Zimpeto, Maputo Scheidsrechter: Dickens Mimisa (KEN) |
| 15 november 2024 «onderlinge duels» 17:00 (UTC+2) |            |         |             | Stadion: Estádio do Zimpeto, Maputo Scheidsrechter: Dickens Mimisa (KEN) |
| 15 november 2024 «onderlinge duels» 17:00 (UTC+2) |            |         |             | Stadion: Estádio do Zimpeto, Maputo Scheidsrechter: Dickens Mimisa (KEN) |
|                                                   |            |         |             |                                                                          |

|                                                 |                                              |         |           |                                                                            |
| 19 november 2024 «onderlinge duels» 15:00 (UTC) | Mali                                         | 6 – 0   | Swaziland | Stadion: Stade du 26 Mars, Bamako Scheidsrechter: Mohamed Ali Moussa (NIG) |
| 19 november 2024 «onderlinge duels» 15:00 (UTC) | Touré 7' Nene 17', 23', 76' Doumbia 42', 89' | Verslag |           | Stadion: Stade du 26 Mars, Bamako Scheidsrechter: Mohamed Ali Moussa (NIG) |
| 19 november 2024 «onderlinge duels» 15:00 (UTC) |                                              |         |           | Stadion: Stade du 26 Mars, Bamako Scheidsrechter: Mohamed Ali Moussa (NIG) |
| 19 november 2024 «onderlinge duels» 15:00 (UTC) |                                              |         |           | Stadion: Stade du 26 Mars, Bamako Scheidsrechter: Mohamed Ali Moussa (NIG) |
|                                                 |                                              |         |           |                                                                            |

|                                                 |               |         |                     |                                                                                  |
| 19 november 2024 «onderlinge duels» 15:00 (UTC) | Guinee-Bissau | 1 – 2   | Mozambique          | Stadion: Estádio 24 de Setembro, Bissau Scheidsrechter: Joseph Odey Ogabor (NGR) |
| 19 november 2024 «onderlinge duels» 15:00 (UTC) | Beto 42'      | Verslag | 9' Langa 52' Ratifo | Stadion: Estádio 24 de Setembro, Bissau Scheidsrechter: Joseph Odey Ogabor (NGR) |
| 19 november 2024 «onderlinge duels» 15:00 (UTC) |               |         |                     | Stadion: Estádio 24 de Setembro, Bissau Scheidsrechter: Joseph Odey Ogabor (NGR) |
| 19 november 2024 «onderlinge duels» 15:00 (UTC) |               |         |                     | Stadion: Estádio 24 de Setembro, Bissau Scheidsrechter: Joseph Odey Ogabor (NGR) |
|                                                 |               |         |                     |                                                                                  |

### Groep J
| Pos | Team     | Wed | W | G | V | Ptn | DV | DT | +/− | Kwalificatie  |       | Vlag van Kameroen | Vlag van Zimbabwe | Vlag van Saint Kitts en Nevis | Vlag van Namibië |
| --- | -------- | --- | - | - | - | --- | -- | -- | --- | ------------- | ----- | ----------------- | ----------------- | ----------------------------- | ---------------- |
| 1   | Kameroen | 6   | 4 | 2 | 0 | 14  | 8  | 2  | +6  | Hoofdtoernooi |       |                   | 2 – 1             | 4 – 1                         | 1 – 0            |
| 2   | Zimbabwe | 6   | 2 | 3 | 1 | 9   | 6  | 4  | +2  | Hoofdtoernooi |       | 0 – 0             |                   | 1 – 1                         | 3 – 1            |
| 3   | Kenia    | 6   | 1 | 3 | 2 | 6   | 4  | 7  | −3  |               |       | 0 – 1             | 0 – 0             |                               | 0 – 0            |
| 4   | Namibië  | 6   | 0 | 2 | 4 | 2   | 2  | 7  | −5  |               | 0 – 0 | 0 – 1             | 1 – 2             |                               |                  |

|                                                   |         |       |          |                                                                                            |
| 6 september 2024 «onderlinge duels» 16:00 (UTC+3) | Kenia   | 0 – 0 | Zimbabwe | Stadion: Mandela Nationaal Stadion, Kampala (Oeganda) Scheidsrechter: Adalbert Diouf (SEN) |
| 6 september 2024 «onderlinge duels» 16:00 (UTC+3) | Verslag |       |          | Stadion: Mandela Nationaal Stadion, Kampala (Oeganda) Scheidsrechter: Adalbert Diouf (SEN) |
| 6 september 2024 «onderlinge duels» 16:00 (UTC+3) |         |       |          | Stadion: Mandela Nationaal Stadion, Kampala (Oeganda) Scheidsrechter: Adalbert Diouf (SEN) |
| 6 september 2024 «onderlinge duels» 16:00 (UTC+3) |         |       |          | Stadion: Mandela Nationaal Stadion, Kampala (Oeganda) Scheidsrechter: Adalbert Diouf (SEN) |
|                                                   |         |       |          |                                                                                            |

|                                                   |               |         |         |                                                                    |
| 7 september 2024 «onderlinge duels» 17:00 (UTC+1) | Kameroen      | 1 – 0   | Namibië | Stadion: Japomastadion, Douala Scheidsrechter: Boubou Traoré (MLI) |
| 7 september 2024 «onderlinge duels» 17:00 (UTC+1) | Aboubakar 65' | Verslag |         | Stadion: Japomastadion, Douala Scheidsrechter: Boubou Traoré (MLI) |
| 7 september 2024 «onderlinge duels» 17:00 (UTC+1) |               |         |         | Stadion: Japomastadion, Douala Scheidsrechter: Boubou Traoré (MLI) |
| 7 september 2024 «onderlinge duels» 17:00 (UTC+1) |               |         |         | Stadion: Japomastadion, Douala Scheidsrechter: Boubou Traoré (MLI) |
|                                                   |               |         |         |                                                                    |

|                                                    |          |       |          |                                                                                              |
| 10 september 2024 «onderlinge duels» 18:00 (UTC+2) | Zimbabwe | 0 – 0 | Kameroen | Stadion: Mandela Nationaal Stadion, Kampala (Oeganda) Scheidsrechter: Mahmoud El Banna (EGY) |
| 10 september 2024 «onderlinge duels» 18:00 (UTC+2) | Verslag  |       |          | Stadion: Mandela Nationaal Stadion, Kampala (Oeganda) Scheidsrechter: Mahmoud El Banna (EGY) |
| 10 september 2024 «onderlinge duels» 18:00 (UTC+2) |          |       |          | Stadion: Mandela Nationaal Stadion, Kampala (Oeganda) Scheidsrechter: Mahmoud El Banna (EGY) |
| 10 september 2024 «onderlinge duels» 18:00 (UTC+2) |          |       |          | Stadion: Mandela Nationaal Stadion, Kampala (Oeganda) Scheidsrechter: Mahmoud El Banna (EGY) |
|                                                    |          |       |          |                                                                                              |

|                                                    |             |         |                     |                                                                                          |
| 10 september 2024 «onderlinge duels» 18:00 (UTC+2) | Namibië     | 1 – 2   | Kenia               | Stadion: Orlandostadion, Johannesburg (Zuid-Afrika) Scheidsrechter: Basheer Salisu (NGR) |
| 10 september 2024 «onderlinge duels» 18:00 (UTC+2) | Hotto 90+5' | Verslag | 58' Avire 76' Abuya | Stadion: Orlandostadion, Johannesburg (Zuid-Afrika) Scheidsrechter: Basheer Salisu (NGR) |
| 10 september 2024 «onderlinge duels» 18:00 (UTC+2) |             |         |                     | Stadion: Orlandostadion, Johannesburg (Zuid-Afrika) Scheidsrechter: Basheer Salisu (NGR) |
| 10 september 2024 «onderlinge duels» 18:00 (UTC+2) |             |         |                     | Stadion: Orlandostadion, Johannesburg (Zuid-Afrika) Scheidsrechter: Basheer Salisu (NGR) |
|                                                    |             |         |                     |                                                                                          |

|                                                  |         |         |                    |                                                                                           |
| 10 oktober 2024 «onderlinge duels» 15:00 (UTC+2) | Namibië | 0 – 1   | Zimbabwe           | Stadion: Orlandostadion, Johannesburg (Zuid-Afrika) Scheidsrechter: Patrice Mebiame (GAB) |
| 10 oktober 2024 «onderlinge duels» 15:00 (UTC+2) |         | Verslag | 34' (pen.) Billiat | Stadion: Orlandostadion, Johannesburg (Zuid-Afrika) Scheidsrechter: Patrice Mebiame (GAB) |
| 10 oktober 2024 «onderlinge duels» 15:00 (UTC+2) |         |         |                    | Stadion: Orlandostadion, Johannesburg (Zuid-Afrika) Scheidsrechter: Patrice Mebiame (GAB) |
| 10 oktober 2024 «onderlinge duels» 15:00 (UTC+2) |         |         |                    | Stadion: Orlandostadion, Johannesburg (Zuid-Afrika) Scheidsrechter: Patrice Mebiame (GAB) |
|                                                  |         |         |                    |                                                                                           |

|                                                  |                                                        |         |            |                                                              |
| 11 oktober 2024 «onderlinge duels» 17:00 (UTC+1) | Kameroen                                               | 4 – 1   | Kenia      | Stadion: Japomastadion, Douala Scheidsrechter: Issa Sy (SEN) |
| 11 oktober 2024 «onderlinge duels» 17:00 (UTC+1) | Aboubakar 8' (pen.) Hongla 39' Mbeumo 43' Bassogog 55' | Verslag | 41' Olunga | Stadion: Japomastadion, Douala Scheidsrechter: Issa Sy (SEN) |
| 11 oktober 2024 «onderlinge duels» 17:00 (UTC+1) |                                                        |         |            | Stadion: Japomastadion, Douala Scheidsrechter: Issa Sy (SEN) |
| 11 oktober 2024 «onderlinge duels» 17:00 (UTC+1) |                                                        |         |            | Stadion: Japomastadion, Douala Scheidsrechter: Issa Sy (SEN) |
|                                                  |                                                        |         |            |                                                              |

|                                                  |       |         |          | |
| 14 oktober 2024 «onderlinge duels» 16:00 (UTC+3) | Kenia | 0 – 1   | Kameroen | Stadion: Mandela Nationaal Stadion, Kampala (Oeganda) Scheidsrechter: Djindo Louis Houngnandande (BEN) |
| 14 oktober 2024 «onderlinge duels» 16:00 (UTC+3) |       | Verslag | 63' Enow | Stadion: Mandela Nationaal Stadion, Kampala (Oeganda) Scheidsrechter: Djindo Louis Houngnandande (BEN) |
| 14 oktober 2024 «onderlinge duels» 16:00 (UTC+3) |       |         |          | Stadion: Mandela Nationaal Stadion, Kampala (Oeganda) Scheidsrechter: Djindo Louis Houngnandande (BEN) |
| 14 oktober 2024 «onderlinge duels» 16:00 (UTC+3) |       |         |          | Stadion: Mandela Nationaal Stadion, Kampala (Oeganda) Scheidsrechter: Djindo Louis Houngnandande (BEN) |
|                                                  |       |         |          | |

|                                                  |                                 |         |           |                                                                                          |
| 14 oktober 2024 «onderlinge duels» 18:00 (UTC+2) | Zimbabwe                        | 3 – 1   | Namibië   | Stadion: Orlandostadion, Johannesburg (Zuid-Afrika) Scheidsrechter: Yannick Malala (COD) |
| 14 oktober 2024 «onderlinge duels» 18:00 (UTC+2) | Musona 50', 61' (pen.) Dube 89' | Verslag | 90' Eiseb | Stadion: Orlandostadion, Johannesburg (Zuid-Afrika) Scheidsrechter: Yannick Malala (COD) |
| 14 oktober 2024 «onderlinge duels» 18:00 (UTC+2) |                                 |         |           | Stadion: Orlandostadion, Johannesburg (Zuid-Afrika) Scheidsrechter: Yannick Malala (COD) |
| 14 oktober 2024 «onderlinge duels» 18:00 (UTC+2) |                                 |         |           | Stadion: Orlandostadion, Johannesburg (Zuid-Afrika) Scheidsrechter: Yannick Malala (COD) |
|                                                  |                                 |         |           |                                                                                          |

|                                                   |         |       |          |                                                                                       |
| 13 november 2024 «onderlinge duels» 14:00 (UTC+2) | Namibië | 0 – 0 | Kameroen | Stadion: Orlandostadion, Johannesburg (Zuid-Afrika) Scheidsrechter: Jalal Jayed (MAR) |
| 13 november 2024 «onderlinge duels» 14:00 (UTC+2) | Verslag |       |          | Stadion: Orlandostadion, Johannesburg (Zuid-Afrika) Scheidsrechter: Jalal Jayed (MAR) |
| 13 november 2024 «onderlinge duels» 14:00 (UTC+2) |         |       |          | Stadion: Orlandostadion, Johannesburg (Zuid-Afrika) Scheidsrechter: Jalal Jayed (MAR) |
| 13 november 2024 «onderlinge duels» 14:00 (UTC+2) |         |       |          | Stadion: Orlandostadion, Johannesburg (Zuid-Afrika) Scheidsrechter: Jalal Jayed (MAR) |
|                                                   |         |       |          |                                                                                       |

|                                                   |                |         |            | |
| 15 november 2024 «onderlinge duels» 17:00 (UTC+2) | Zimbabwe       | 1 – 1   | Kenia      | Stadion: Peter Mokabastadion, Polokwane (Zuid-Afrika) Scheidsrechter: Messie Jessie Nkounkou Mvoutou (CGO) |
| 15 november 2024 «onderlinge duels» 17:00 (UTC+2) | Maswanhise 32' | Verslag | 52' Ayunga | Stadion: Peter Mokabastadion, Polokwane (Zuid-Afrika) Scheidsrechter: Messie Jessie Nkounkou Mvoutou (CGO) |
| 15 november 2024 «onderlinge duels» 17:00 (UTC+2) |                |         |            | Stadion: Peter Mokabastadion, Polokwane (Zuid-Afrika) Scheidsrechter: Messie Jessie Nkounkou Mvoutou (CGO) |
| 15 november 2024 «onderlinge duels» 17:00 (UTC+2) |                |         |            | Stadion: Peter Mokabastadion, Polokwane (Zuid-Afrika) Scheidsrechter: Messie Jessie Nkounkou Mvoutou (CGO) |
|                                                   |                |         |            | |

|                                                   |                           |         |                 |                                                                                         |
| 19 november 2024 «onderlinge duels» 13:00 (UTC+1) | Kameroen                  | 2 – 1   | Zimbabwe        | Stadion: Ahmadou Ahidjostadion, Yaoundé Scheidsrechter: Pacifique Ndabihawenimana (BDI) |
| 19 november 2024 «onderlinge duels» 13:00 (UTC+1) | Aboubakar 18' Nkoudou 23' | Verslag | 73' Dzvukamanja | Stadion: Ahmadou Ahidjostadion, Yaoundé Scheidsrechter: Pacifique Ndabihawenimana (BDI) |
| 19 november 2024 «onderlinge duels» 13:00 (UTC+1) |                           |         |                 | Stadion: Ahmadou Ahidjostadion, Yaoundé Scheidsrechter: Pacifique Ndabihawenimana (BDI) |
| 19 november 2024 «onderlinge duels» 13:00 (UTC+1) |                           |         |                 | Stadion: Ahmadou Ahidjostadion, Yaoundé Scheidsrechter: Pacifique Ndabihawenimana (BDI) |
|                                                   |                           |         |                 |                                                                                         |

|                                                   |         |       |         |                                                                                                 |
| 19 november 2024 «onderlinge duels» 15:00 (UTC+3) | Kenia   | 0 – 0 | Namibië | Stadion: Peter Mokabastadion, Polokwane (Zuid-Afrika) Scheidsrechter: Pierre Jean Nguiene (CGO) |
| 19 november 2024 «onderlinge duels» 15:00 (UTC+3) | Verslag |       |         | Stadion: Peter Mokabastadion, Polokwane (Zuid-Afrika) Scheidsrechter: Pierre Jean Nguiene (CGO) |
| 19 november 2024 «onderlinge duels» 15:00 (UTC+3) |         |       |         | Stadion: Peter Mokabastadion, Polokwane (Zuid-Afrika) Scheidsrechter: Pierre Jean Nguiene (CGO) |
| 19 november 2024 «onderlinge duels» 15:00 (UTC+3) |         |       |         | Stadion: Peter Mokabastadion, Polokwane (Zuid-Afrika) Scheidsrechter: Pierre Jean Nguiene (CGO) |
|                                                   |         |       |         |                                                                                                 |

### Groep K
| Pos | Team              | Wed | W | G | V | Ptn | DV | DT | +/− | Kwalificatie  |       | Vlag van Zuid-Afrika | Vlag van Oeganda | Vlag van Congo-Brazzaville | Vlag van Zuid-Soedan |
| --- | ----------------- | --- | - | - | - | --- | -- | -- | --- | ------------- | ----- | -------------------- | ---------------- | -------------------------- | -------------------- |
| 1   | Zuid-Afrika       | 6   | 4 | 2 | 0 | 14  | 16 | 5  | +11 | Hoofdtoernooi |       |                      | 2 – 2            | 5 – 0                      | 3 – 0                |
| 2   | Oeganda           | 6   | 4 | 1 | 1 | 13  | 8  | 5  | +3  | Hoofdtoernooi |       | 0 – 2                |                  | 2 – 0                      | 1 – 0                |
| 3   | Congo-Brazzaville | 6   | 1 | 1 | 4 | 4   | 4  | 12 | −8  |               |       | 1 – 1                | 0 – 1            |                            | 1 – 0                |
| 4   | Zuid-Soedan       | 6   | 1 | 0 | 5 | 3   | 6  | 12 | −6  |               | 2 – 3 | 1 – 2                | 3 – 2            |                            |                      |

|                                                   |                   |         |             |                                                                                                 |
| 5 september 2024 «onderlinge duels» 17:00 (UTC+1) | Congo-Brazzaville | 1 – 0   | Zuid-Soedan | Stadion: Stade Alphonse Massemba-Débat, Brazzaville Scheidsrechter: Celso Armindo Alvação (MOZ) |
| 5 september 2024 «onderlinge duels» 17:00 (UTC+1) | Massanga 12'      | Verslag |             | Stadion: Stade Alphonse Massemba-Débat, Brazzaville Scheidsrechter: Celso Armindo Alvação (MOZ) |
| 5 september 2024 «onderlinge duels» 17:00 (UTC+1) |                   |         |             | Stadion: Stade Alphonse Massemba-Débat, Brazzaville Scheidsrechter: Celso Armindo Alvação (MOZ) |
| 5 september 2024 «onderlinge duels» 17:00 (UTC+1) |                   |         |             | Stadion: Stade Alphonse Massemba-Débat, Brazzaville Scheidsrechter: Celso Armindo Alvação (MOZ) |
|                                                   |                   |         |             |                                                                                                 |

|                                                   |                         |         |                    |                                                                       |
| 6 september 2024 «onderlinge duels» 18:00 (UTC+2) | Zuid-Afrika             | 2 – 2   | Oeganda            | Stadion: Loftus Versfeld, Pretoria Scheidsrechter: Pierre Atcho (GAB) |
| 6 september 2024 «onderlinge duels» 18:00 (UTC+2) | Foster 14' Mbatha 90+5' | Verslag | 51' Omedi 53' Mato | Stadion: Loftus Versfeld, Pretoria Scheidsrechter: Pierre Atcho (GAB) |
| 6 september 2024 «onderlinge duels» 18:00 (UTC+2) |                         |         |                    | Stadion: Loftus Versfeld, Pretoria Scheidsrechter: Pierre Atcho (GAB) |
| 6 september 2024 «onderlinge duels» 18:00 (UTC+2) |                         |         |                    | Stadion: Loftus Versfeld, Pretoria Scheidsrechter: Pierre Atcho (GAB) |
|                                                   |                         |         |                    |                                                                       |

|                                                    |                            |         |                                  |                                                                |
| 10 september 2024 «onderlinge duels» 15:00 (UTC+2) | Zuid-Soedan                | 2 – 3   | Zuid-Afrika                      | Stadion: Jubastadion, Juba Scheidsrechter: Joseph Ogabor (NGR) |
| 10 september 2024 «onderlinge duels» 15:00 (UTC+2) | Okello 15' (pen.) Yuel 57' | Verslag | 17', 45+2' Appollis 90+5' Mbatha | Stadion: Jubastadion, Juba Scheidsrechter: Joseph Ogabor (NGR) |
| 10 september 2024 «onderlinge duels» 15:00 (UTC+2) |                            |         |                                  | Stadion: Jubastadion, Juba Scheidsrechter: Joseph Ogabor (NGR) |
| 10 september 2024 «onderlinge duels» 15:00 (UTC+2) |                            |         |                                  | Stadion: Jubastadion, Juba Scheidsrechter: Joseph Ogabor (NGR) |
|                                                    |                            |         |                                  |                                                                |

|                                                   |                           |         |                   |                                                                                |
| 8 september 2024 «onderlinge duels» 19:00 (UTC+3) | Oeganda                   | 2 – 0   | Congo-Brazzaville | Stadion: Mandela Nationaal Stadion, Kampala Scheidsrechter: Mehrez Malki (TUN) |
| 8 september 2024 «onderlinge duels» 19:00 (UTC+3) | Kayondo 21' Ssemugabi 85' | Verslag |                   | Stadion: Mandela Nationaal Stadion, Kampala Scheidsrechter: Mehrez Malki (TUN) |
| 8 september 2024 «onderlinge duels» 19:00 (UTC+3) |                           |         |                   | Stadion: Mandela Nationaal Stadion, Kampala Scheidsrechter: Mehrez Malki (TUN) |
| 8 september 2024 «onderlinge duels» 19:00 (UTC+3) |                           |         |                   | Stadion: Mandela Nationaal Stadion, Kampala Scheidsrechter: Mehrez Malki (TUN) |
|                                                   |                           |         |                   |                                                                                |

|                                                  |            |         |             |                                                                                          |
| 11 oktober 2024 «onderlinge duels» 19:00 (UTC+3) | Oeganda    | 1 – 0   | Zuid-Soedan | Stadion: Mandela Nationaal Stadion, Kampala Scheidsrechter: Kalilou Ibrahim Traoré (CIV) |
| 11 oktober 2024 «onderlinge duels» 19:00 (UTC+3) | Mugabi 47' | Verslag |             | Stadion: Mandela Nationaal Stadion, Kampala Scheidsrechter: Kalilou Ibrahim Traoré (CIV) |
| 11 oktober 2024 «onderlinge duels» 19:00 (UTC+3) |            |         |             | Stadion: Mandela Nationaal Stadion, Kampala Scheidsrechter: Kalilou Ibrahim Traoré (CIV) |
| 11 oktober 2024 «onderlinge duels» 19:00 (UTC+3) |            |         |             | Stadion: Mandela Nationaal Stadion, Kampala Scheidsrechter: Kalilou Ibrahim Traoré (CIV) |
|                                                  |            |         |             |                                                                                          |

|                                                  |                                                    |         |                   |                                                                                       |
| 11 oktober 2024 «onderlinge duels» 20:00 (UTC+3) | Zuid-Afrika                                        | 5 – 0   | Congo-Brazzaville | Stadion: Nelson Mandelabaaistadion, Port Elizabeth Scheidsrechter: Dahane Beida (MTN) |
| 11 oktober 2024 «onderlinge duels» 20:00 (UTC+3) | Mokoena 12', 27' Aubaas 37' Foster 52' Rayners 78' | Verslag |                   | Stadion: Nelson Mandelabaaistadion, Port Elizabeth Scheidsrechter: Dahane Beida (MTN) |
| 11 oktober 2024 «onderlinge duels» 20:00 (UTC+3) |                                                    |         |                   | Stadion: Nelson Mandelabaaistadion, Port Elizabeth Scheidsrechter: Dahane Beida (MTN) |
| 11 oktober 2024 «onderlinge duels» 20:00 (UTC+3) |                                                    |         |                   | Stadion: Nelson Mandelabaaistadion, Port Elizabeth Scheidsrechter: Dahane Beida (MTN) |
|                                                  |                                                    |         |                   |                                                                                       |

|                                                  |             |         |                           |                                                                    |
| 15 oktober 2024 «onderlinge duels» 15:00 (UTC+2) | Zuid-Soedan | 1 – 2   | Oeganda                   | Stadion: Jubastadion, Juba Scheidsrechter: Ahmed Al Ghandour (EGY) |
| 15 oktober 2024 «onderlinge duels» 15:00 (UTC+2) | Juma 21'    | Verslag | 15' Omedi 66' (e.d.) Leku | Stadion: Jubastadion, Juba Scheidsrechter: Ahmed Al Ghandour (EGY) |
| 15 oktober 2024 «onderlinge duels» 15:00 (UTC+2) |             |         |                           | Stadion: Jubastadion, Juba Scheidsrechter: Ahmed Al Ghandour (EGY) |
| 15 oktober 2024 «onderlinge duels» 15:00 (UTC+2) |             |         |                           | Stadion: Jubastadion, Juba Scheidsrechter: Ahmed Al Ghandour (EGY) |
|                                                  |             |         |                           |                                                                    |

|                                                  |                   |         |             | |
| 15 oktober 2024 «onderlinge duels» 17:00 (UTC+1) | Congo-Brazzaville | 1 – 1   | Zuid-Afrika | Stadion: Stade Alphonse Massemba-Débat, Brazzaville Scheidsrechter: Mahmood Ali Mahmood Ismail (SUD) |
| 15 oktober 2024 «onderlinge duels» 17:00 (UTC+1) | Bassouamina 45+3' | Verslag | 33' Mokwana | Stadion: Stade Alphonse Massemba-Débat, Brazzaville Scheidsrechter: Mahmood Ali Mahmood Ismail (SUD) |
| 15 oktober 2024 «onderlinge duels» 17:00 (UTC+1) |                   |         |             | Stadion: Stade Alphonse Massemba-Débat, Brazzaville Scheidsrechter: Mahmood Ali Mahmood Ismail (SUD) |
| 15 oktober 2024 «onderlinge duels» 17:00 (UTC+1) |                   |         |             | Stadion: Stade Alphonse Massemba-Débat, Brazzaville Scheidsrechter: Mahmood Ali Mahmood Ismail (SUD) |
|                                                  |                   |         |             | |

|                                                   |                            |         |                          |                                                                |
| 14 november 2024 «onderlinge duels» 14:00 (UTC+2) | Zuid-Soedan                | 3 – 2   | Congo-Brazzaville        | Stadion: Jubastadion, Juba Scheidsrechter: Aklesso Gnama (TOG) |
| 14 november 2024 «onderlinge duels» 14:00 (UTC+2) | Ezibon 31', 45+2' Elly 84' | Verslag | 26', 35' Ibayi 78' Passi | Stadion: Jubastadion, Juba Scheidsrechter: Aklesso Gnama (TOG) |
| 14 november 2024 «onderlinge duels» 14:00 (UTC+2) |                            |         |                          | Stadion: Jubastadion, Juba Scheidsrechter: Aklesso Gnama (TOG) |
| 14 november 2024 «onderlinge duels» 14:00 (UTC+2) |                            |         |                          | Stadion: Jubastadion, Juba Scheidsrechter: Aklesso Gnama (TOG) |
|                                                   |                            |         |                          |                                                                |

|                                                   |         |         |                            |                                                                                         |
| 15 november 2024 «onderlinge duels» 15:00 (UTC+3) | Oeganda | 0 – 2   | Zuid-Afrika                | Stadion: Mandela Nationaal Stadion, Kampala Scheidsrechter: Alhadi Allaou Mahamat (CHA) |
| 15 november 2024 «onderlinge duels» 15:00 (UTC+3) |         | Verslag | 49' Morena 89' Maswanganyi | Stadion: Mandela Nationaal Stadion, Kampala Scheidsrechter: Alhadi Allaou Mahamat (CHA) |
| 15 november 2024 «onderlinge duels» 15:00 (UTC+3) |         |         |                            | Stadion: Mandela Nationaal Stadion, Kampala Scheidsrechter: Alhadi Allaou Mahamat (CHA) |
| 15 november 2024 «onderlinge duels» 15:00 (UTC+3) |         |         |                            | Stadion: Mandela Nationaal Stadion, Kampala Scheidsrechter: Alhadi Allaou Mahamat (CHA) |
|                                                   |         |         |                            |                                                                                         |

|                                                   |                                               |         |             |                                                                         |
| 19 november 2024 «onderlinge duels» 14:00 (UTC+2) | Zuid-Afrika                                   | 3 – 0   | Zuid-Soedan | Stadion: Kaapstadstadion, Kaapstad Scheidsrechter: Adalbert Diouf (SEN) |
| 19 november 2024 «onderlinge duels» 14:00 (UTC+2) | Rayners 7' Maswanganyi 22' Mokoena 50' (pen.) | Verslag |             | Stadion: Kaapstadstadion, Kaapstad Scheidsrechter: Adalbert Diouf (SEN) |
| 19 november 2024 «onderlinge duels» 14:00 (UTC+2) |                                               |         |             | Stadion: Kaapstadstadion, Kaapstad Scheidsrechter: Adalbert Diouf (SEN) |
| 19 november 2024 «onderlinge duels» 14:00 (UTC+2) |                                               |         |             | Stadion: Kaapstadstadion, Kaapstad Scheidsrechter: Adalbert Diouf (SEN) |
|                                                   |                                               |         |             |                                                                         |

|                                                   |                   |         |             | |
| 19 november 2024 «onderlinge duels» 13:00 (UTC+1) | Congo-Brazzaville | 0 – 1   | Oeganda     | Stadion: Stade Alphonse Massemba-Débat, Brazzaville Scheidsrechter: Mohamed Maarouf Eid Mansour (EGY) |
| 19 november 2024 «onderlinge duels» 13:00 (UTC+1) |                   | Verslag | 55' Mutyaba | Stadion: Stade Alphonse Massemba-Débat, Brazzaville Scheidsrechter: Mohamed Maarouf Eid Mansour (EGY) |
| 19 november 2024 «onderlinge duels» 13:00 (UTC+1) |                   |         |             | Stadion: Stade Alphonse Massemba-Débat, Brazzaville Scheidsrechter: Mohamed Maarouf Eid Mansour (EGY) |
| 19 november 2024 «onderlinge duels» 13:00 (UTC+1) |                   |         |             | Stadion: Stade Alphonse Massemba-Débat, Brazzaville Scheidsrechter: Mohamed Maarouf Eid Mansour (EGY) |
|                                                   |                   |         |             | |

### Groep L
| Pos | Team         | Wed | W | G | V | Ptn | DV | DT | +/− | Kwalificatie  |       | Vlag van Senegal | Vlag van Burkina Faso | Vlag van Burundi | Vlag van Malawi |
| --- | ------------ | --- | - | - | - | --- | -- | -- | --- | ------------- | ----- | ---------------- | --------------------- | ---------------- | --------------- |
| 1   | Senegal      | 6   | 5 | 1 | 0 | 16  | 10 | 1  | +9  | Hoofdtoernooi |       |                  | 1 – 1                 | 2 – 0            | 4 – 0           |
| 2   | Burkina Faso | 6   | 3 | 1 | 2 | 10  | 10 | 7  | +3  | Hoofdtoernooi |       | 0 – 1            |                       | 4 – 1            | 3 – 1           |
| 3   | Burundi      | 6   | 1 | 1 | 4 | 4   | 4  | 11 | −7  |               |       | 0 – 1            | 0 – 2                 |                  | 0 – 0           |
| 4   | Malawi       | 6   | 1 | 1 | 4 | 4   | 6  | 11 | −5  |               | 0 – 1 | 3 – 0            | 2 – 3                 |                  |                 |

1. 1 2  Gerangschikt op onderling aantal punten: Burundi 4, Malawi 1.

|                                                   |                           |         |                                              |                                                                                         |
| 5 september 2024 «onderlinge duels» 15:00 (UTC+2) | Malawi                    | 2 – 3   | Burundi                                      | Stadion: Bingu Nationaal Stadion, Lilongwe Scheidsrechter: Kalilou Ibrahim Traoré (CIV) |
| 5 september 2024 «onderlinge duels» 15:00 (UTC+2) | Kawonga 31' L. Nkhoma 75' | Verslag | 22' (e.d.) Idana 33' Girumugisha 87' Eldhino | Stadion: Bingu Nationaal Stadion, Lilongwe Scheidsrechter: Kalilou Ibrahim Traoré (CIV) |
| 5 september 2024 «onderlinge duels» 15:00 (UTC+2) |                           |         |                                              | Stadion: Bingu Nationaal Stadion, Lilongwe Scheidsrechter: Kalilou Ibrahim Traoré (CIV) |
| 5 september 2024 «onderlinge duels» 15:00 (UTC+2) |                           |         |                                              | Stadion: Bingu Nationaal Stadion, Lilongwe Scheidsrechter: Kalilou Ibrahim Traoré (CIV) |
|                                                   |                           |         |                                              |                                                                                         |

|                                                 |          |         |              |                                                                             |
| 6 september 2024 «onderlinge duels» 19:00 (UTC) | Senegal  | 1 – 1   | Burkina Faso | Stadion: Stade Abdoulaye Wade, Diamniadio Scheidsrechter: Sadok Selmi (TUN) |
| 6 september 2024 «onderlinge duels» 19:00 (UTC) | Mané 16' | Verslag | 90+5' Bouda  | Stadion: Stade Abdoulaye Wade, Diamniadio Scheidsrechter: Sadok Selmi (TUN) |
| 6 september 2024 «onderlinge duels» 19:00 (UTC) |          |         |              | Stadion: Stade Abdoulaye Wade, Diamniadio Scheidsrechter: Sadok Selmi (TUN) |
| 6 september 2024 «onderlinge duels» 19:00 (UTC) |          |         |              | Stadion: Stade Abdoulaye Wade, Diamniadio Scheidsrechter: Sadok Selmi (TUN) |
|                                                 |          |         |              |                                                                             |

|                                                   |         |         |                    | |
| 9 september 2024 «onderlinge duels» 15:00 (UTC+2) | Burundi | 0 – 1   | Senegal            | Stadion: Bingu Nationaal Stadion, Lilongwe (Malawi) Scheidsrechter: Mohamed Maarouf Eid Mansour (EGY) |
| 9 september 2024 «onderlinge duels» 15:00 (UTC+2) |         | Verslag | 71' (pen.) I. Sarr | Stadion: Bingu Nationaal Stadion, Lilongwe (Malawi) Scheidsrechter: Mohamed Maarouf Eid Mansour (EGY) |
| 9 september 2024 «onderlinge duels» 15:00 (UTC+2) |         |         |                    | Stadion: Bingu Nationaal Stadion, Lilongwe (Malawi) Scheidsrechter: Mohamed Maarouf Eid Mansour (EGY) |
| 9 september 2024 «onderlinge duels» 15:00 (UTC+2) |         |         |                    | Stadion: Bingu Nationaal Stadion, Lilongwe (Malawi) Scheidsrechter: Mohamed Maarouf Eid Mansour (EGY) |
|                                                   |         |         |                    | |

|                                                  |                                     |         |               |                                                                                 |
| 10 september 2024 «onderlinge duels» 19:00 (UTC) | Burkina Faso                        | 3 – 1   | Malawi        | Stadion: Stade du 26 Mars, Bamako (Mali) Scheidsrechter: Bouchra Karboubi (MAR) |
| 10 september 2024 «onderlinge duels» 19:00 (UTC) | L. Traoré 35', 38' Bandé 60' (pen.) | Verslag | 80' Z. Nkhoma | Stadion: Stade du 26 Mars, Bamako (Mali) Scheidsrechter: Bouchra Karboubi (MAR) |
| 10 september 2024 «onderlinge duels» 19:00 (UTC) |                                     |         |               | Stadion: Stade du 26 Mars, Bamako (Mali) Scheidsrechter: Bouchra Karboubi (MAR) |
| 10 september 2024 «onderlinge duels» 19:00 (UTC) |                                     |         |               | Stadion: Stade du 26 Mars, Bamako (Mali) Scheidsrechter: Bouchra Karboubi (MAR) |
|                                                  |                                     |         |               |                                                                                 |

|                                                |                                      |         |               |                                                                                              |
| 10 oktober 2024 «onderlinge duels» 19:00 (UTC) | Burkina Faso                         | 4 – 1   | Burundi       | Stadion: Stade olympique d'Ebimpé, Abidjan (Ivoorkust) Scheidsrechter: Abdulrazg Ahmed (LBY) |
| 10 oktober 2024 «onderlinge duels» 19:00 (UTC) | Ouattara 33', 44' Bansé 34' Dayo 49' | Verslag | 4' Kanakimana | Stadion: Stade olympique d'Ebimpé, Abidjan (Ivoorkust) Scheidsrechter: Abdulrazg Ahmed (LBY) |
| 10 oktober 2024 «onderlinge duels» 19:00 (UTC) |                                      |         |               | Stadion: Stade olympique d'Ebimpé, Abidjan (Ivoorkust) Scheidsrechter: Abdulrazg Ahmed (LBY) |
| 10 oktober 2024 «onderlinge duels» 19:00 (UTC) |                                      |         |               | Stadion: Stade olympique d'Ebimpé, Abidjan (Ivoorkust) Scheidsrechter: Abdulrazg Ahmed (LBY) |
|                                                |                                      |         |               |                                                                                              |

|                                                |                                        |         |        |                                                                               |
| 11 oktober 2024 «onderlinge duels» 19:00 (UTC) | Senegal                                | 4 – 0   | Malawi | Stadion: Stade Abdoulaye Wade, Diamniadio Scheidsrechter: Aklesso Gnama (TOG) |
| 11 oktober 2024 «onderlinge duels» 19:00 (UTC) | Gueye 35' Mané 68' Dia 71' Jackson 77' | Verslag |        | Stadion: Stade Abdoulaye Wade, Diamniadio Scheidsrechter: Aklesso Gnama (TOG) |
| 11 oktober 2024 «onderlinge duels» 19:00 (UTC) |                                        |         |        | Stadion: Stade Abdoulaye Wade, Diamniadio Scheidsrechter: Aklesso Gnama (TOG) |
| 11 oktober 2024 «onderlinge duels» 19:00 (UTC) |                                        |         |        | Stadion: Stade Abdoulaye Wade, Diamniadio Scheidsrechter: Aklesso Gnama (TOG) |
|                                                |                                        |         |        |                                                                               |

|                                                |         |         |                                  |                                                                                        |
| 13 oktober 2024 «onderlinge duels» 16:00 (UTC) | Burundi | 0 – 2   | Burkina Faso                     | Stadion: Stade Félix Houphouët-Boigny, Abidjan Scheidsrechter: Mohamed Athoumani (COM) |
| 13 oktober 2024 «onderlinge duels» 16:00 (UTC) |         | Verslag | 5' Konaté 90+4' (pen.) B. Traoré | Stadion: Stade Félix Houphouët-Boigny, Abidjan Scheidsrechter: Mohamed Athoumani (COM) |
| 13 oktober 2024 «onderlinge duels» 16:00 (UTC) |         |         |                                  | Stadion: Stade Félix Houphouët-Boigny, Abidjan Scheidsrechter: Mohamed Athoumani (COM) |
| 13 oktober 2024 «onderlinge duels» 16:00 (UTC) |         |         |                                  | Stadion: Stade Félix Houphouët-Boigny, Abidjan Scheidsrechter: Mohamed Athoumani (COM) |
|                                                |         |         |                                  |                                                                                        |

|                                                  |        |         |            |                                                                                        |
| 15 oktober 2024 «onderlinge duels» 15:00 (UTC+2) | Malawi | 0 – 1   | Senegal    | Stadion: Bingu Nationaal Stadion, Lilongwe Scheidsrechter: Bamlak Tessema Weyesa (ETH) |
| 15 oktober 2024 «onderlinge duels» 15:00 (UTC+2) |        | Verslag | 90+6' Mané | Stadion: Bingu Nationaal Stadion, Lilongwe Scheidsrechter: Bamlak Tessema Weyesa (ETH) |
| 15 oktober 2024 «onderlinge duels» 15:00 (UTC+2) |        |         |            | Stadion: Bingu Nationaal Stadion, Lilongwe Scheidsrechter: Bamlak Tessema Weyesa (ETH) |
| 15 oktober 2024 «onderlinge duels» 15:00 (UTC+2) |        |         |            | Stadion: Bingu Nationaal Stadion, Lilongwe Scheidsrechter: Bamlak Tessema Weyesa (ETH) |
|                                                  |        |         |            |                                                                                        |

|                                                 |         |       |        | |
| 14 november 2024 «onderlinge duels» 14:00 (UTC) | Burundi | 0 – 0 | Malawi | Stadion: Stade Félix Houphouët-Boigny, Abidjan (Ivoorkust) Toeschouwers: 313 Scheidsrechter: Abdoulaye Manet (GUI) |
| 14 november 2024 «onderlinge duels» 14:00 (UTC) | Verslag |       |        | Stadion: Stade Félix Houphouët-Boigny, Abidjan (Ivoorkust) Toeschouwers: 313 Scheidsrechter: Abdoulaye Manet (GUI) |
| 14 november 2024 «onderlinge duels» 14:00 (UTC) |         |       |        | Stadion: Stade Félix Houphouët-Boigny, Abidjan (Ivoorkust) Toeschouwers: 313 Scheidsrechter: Abdoulaye Manet (GUI) |
| 14 november 2024 «onderlinge duels» 14:00 (UTC) |         |       |        | Stadion: Stade Félix Houphouët-Boigny, Abidjan (Ivoorkust) Toeschouwers: 313 Scheidsrechter: Abdoulaye Manet (GUI) |
|                                                 |         |       |        | |

|                                                 |              |         |            |                                                                                 |
| 14 november 2024 «onderlinge duels» 18:00 (UTC) | Burkina Faso | 0 – 1   | Senegal    | Stadion: Stade du 26 Mars, Bamako (Mali) Scheidsrechter: Mahmoud El Banna (EGY) |
| 14 november 2024 «onderlinge duels» 18:00 (UTC) |              | Verslag | 83' Diarra | Stadion: Stade du 26 Mars, Bamako (Mali) Scheidsrechter: Mahmoud El Banna (EGY) |
| 14 november 2024 «onderlinge duels» 18:00 (UTC) |              |         |            | Stadion: Stade du 26 Mars, Bamako (Mali) Scheidsrechter: Mahmoud El Banna (EGY) |
| 14 november 2024 «onderlinge duels» 18:00 (UTC) |              |         |            | Stadion: Stade du 26 Mars, Bamako (Mali) Scheidsrechter: Mahmoud El Banna (EGY) |
|                                                 |              |         |            |                                                                                 |

|                                                   |                                |         |              |                                                                                        |
| 18 november 2024 «onderlinge duels» 14:00 (UTC+2) | Malawi                         | 3 – 0   | Burkina Faso | Stadion: Bingu Nationaal Stadion, Lilongwe Scheidsrechter: Mohamed Diraneh Guedi (DJI) |
| 18 november 2024 «onderlinge duels» 14:00 (UTC+2) | Mhango 28' Mbulu 57' Aaron 62' | Verslag |              | Stadion: Bingu Nationaal Stadion, Lilongwe Scheidsrechter: Mohamed Diraneh Guedi (DJI) |
| 18 november 2024 «onderlinge duels» 14:00 (UTC+2) |                                |         |              | Stadion: Bingu Nationaal Stadion, Lilongwe Scheidsrechter: Mohamed Diraneh Guedi (DJI) |
| 18 november 2024 «onderlinge duels» 14:00 (UTC+2) |                                |         |              | Stadion: Bingu Nationaal Stadion, Lilongwe Scheidsrechter: Mohamed Diraneh Guedi (DJI) |
|                                                   |                                |         |              |                                                                                        |

|                                                 |                 |         |         |                                                                                  |
| 19 november 2024 «onderlinge duels» 18:00 (UTC) | Senegal         | 2 – 0   | Burundi | Stadion: Stade Abdoulaye Wade, Diamniadio Scheidsrechter: Mustapha Ghorbal (ALG) |
| 19 november 2024 «onderlinge duels» 18:00 (UTC) | Diarra 35', 51' | Verslag |         | Stadion: Stade Abdoulaye Wade, Diamniadio Scheidsrechter: Mustapha Ghorbal (ALG) |
| 19 november 2024 «onderlinge duels» 18:00 (UTC) |                 |         |         | Stadion: Stade Abdoulaye Wade, Diamniadio Scheidsrechter: Mustapha Ghorbal (ALG) |
| 19 november 2024 «onderlinge duels» 18:00 (UTC) |                 |         |         | Stadion: Stade Abdoulaye Wade, Diamniadio Scheidsrechter: Mustapha Ghorbal (ALG) |
|                                                 |                 |         |         |                                                                                  |

## Gekwalificeerde landen
| Land               | Gekwalificeerd als | Datum van kwalificatie | Vorige deelnames in toernooi |
| ------------------ | ------------------ | ---------------------- | --- |
| Marokko            | Gastland/Groep B   | 27 september 2023      | 19 (1972, 1976, 1978, 1980, 1986, 1988, 1992, 1998, 2000, 2002, 2004, 2006, 2008, 2012, 2013, 2017, 2019, 2021, 2023)                                           |
| Tunesië            | Groep A            | 14 november 2024       | 21 (1962, 1963, 1965, 1978, 1982, 1994, 1996, 1998, 2000, 2002, 2004, 2006, 2008, 2010, 2012, 2013, 2015, 2017, 2019, 2021, 2023)                               |
| Comoren            | Groep A            | 15 november 2024       | 1 (2021) |
| Gabon              | Groep B            | 14 november 2024       | 8 (1994, 1996, 2000, 2010, 2012, 2015, 2017, 2021) |
| Egypte             | Groep C            | 15 oktober 2024        | 26 (1957, 1959, 1962, 1963, 1970, 1974, 1976, 1980, 1984, 1986, 1988, 1990, 1992, 1994, 1996, 1998, 2000, 2002, 2004, 2006, 2008, 2010, 2017, 2019, 2021, 2023) |
| Botswana           | Groep C            | 19 november 2024       | 1 (2012) |
| Nigeria            | Groep D            | 14 november 2024       | 20 (1963, 1976, 1978, 1980, 1982, 1984, 1988, 1990, 1992, 1994, 2000, 2002, 2004, 2006, 2008, 2010, 2013, 2019, 2021, 2023)                                     |
| Benin              | Groep D            | 18 november 2024       | 4 (2004, 2008, 2010, 2019) |
| Algerije           | Groep E            | 14 oktober 2024        | 20 (1968, 1980, 1982, 1984, 1986, 1988, 1990, 1992, 1996, 1998, 2000, 2002, 2004, 2010, 2013, 2015, 2017, 2019, 2021, 2023)                                     |
| Equatoriaal-Guinea | Groep E            | 13 november 2024       | 4 (2012, 2015, 2021, 2023) |
| Angola             | Groep F            | 15 oktober 2024        | 9 (1996, 1998, 2006, 2008, 2010, 2012, 2013, 2019, 2023) |
| Soedan             | Groep F            | 18 november 2024       | 9 (1957, 1959, 1963, 1970, 1972, 1976, 2008, 2012, 2021) |
| Ivoorkust          | Groep G            | 13 november 2024       | 25 (1965, 1968, 1970, 1974, 1980, 1984, 1986, 1988, 1990, 1992, 1994, 1996, 1998, 2000, 2002, 2006, 2008, 2010, 2012, 2013, 2015, 2017, 2019, 2021, 2023)       |
| Zambia             | Groep G            | 15 november 2024       | 18 (1974, 1978, 1982, 1986, 1990, 1992, 1994, 1996, 1998, 2000, 2002, 2006, 2008, 2010, 2012, 2013, 2015, 2023)                                                 |
| Congo-Kinshasa     | Groep H            | 15 oktober 2024        | 20 (1965, 1968, 1970, 1972, 1974, 1976, 1988, 1992, 1994, 1996, 1998, 2000, 2002, 2004, 2006, 2013, 2015, 2017, 2019, 2023)                                     |
| Tanzania           | Groep H            | 19 november 2024       | 3 (1980, 2019, 2023) |
| Mali               | Groep I            | 15 november 2024       | 13 (1972, 1982, 1994, 2002, 2004, 2008, 2010, 2012, 2013, 2015, 2017, 2019, 2021, 2023)                                                                         |
| Mozambique         | Groep I            | 19 november 2024       | 5 (1986, 1996, 1998, 2010, 2023) |
| Kameroen           | Groep J            | 14 oktober 2024        | 21 (1970, 1972, 1982, 1984, 1986, 1988, 1990, 1992, 1996, 1998, 2000, 2002, 2004, 2006, 2008, 2010, 2015, 2017, 2019, 2021, 2023)                               |
| Zimbabwe           | Groep J            | 15 november 2024       | 5 (2004, 2006, 2017, 2019, 2021) |
| Oeganda            | Groep K            | 14 november 2024       | 7 (1962, 1968, 1974, 1976, 1978, 2017, 2019) |
| Zuid-Afrika        | Groep K            | 14 november 2024       | 11 (1996, 1998, 2000, 2002, 2004, 2006, 2008, 2013, 2015, 2019, 2023)                                                                                           |
| Burkina Faso       | Groep L            | 13 oktober 2024        | 13 (1978, 1996, 1998, 2000, 2002, 2004, 2010, 2012, 2013, 2015, 2017, 2021, 2023)                                                                               |
| Senegal            | Groep L            | 15 oktober 2024        | 17 (1965, 1968, 1986, 1990, 1992, 1994, 2000, 2002, 2004, 2006, 2008, 2012, 2015, 2017, 2019, 2021, 2023)                                                       |

## Doelpuntenmakers
7 doelpunten
- Brahim Díaz

6 doelpunten
- Serhou Guirassy

4 doelpuntenn
- Amine Gouiri
- Trézéguet
- Kennedy Musonda

3 doelpunt
- Oumar Diakité
- Jean-Philippe Krasso
- Ryan Mendes
- Vincent Aboubakar
- Kamory Doumbia
- Dorgeles Nene
- Youssef En-Nesyri
- Soufiane Rahimi
- Stanley Ratifo
- Innocent Nshuti
- Habib Diarra
- Sadio Mané
- Teboho Mokoena

2 doelpunten
- Mohamed Amoura
- Houssem Aouar
- Saïd Benrahma
- Baghdad Bounedjah
- Mabululu
- Felício Milson
- Zini
- Andréas Hountondji
- Steve Mounié
- Dango Ouattara
- Lassina Traoré
- Louis Mafouta
- Youssouf M'Changama
- Rafiki Saïd
- Christopher Ibayi
- Meschak Elia
- Ibrahim Adel
- Mohamed Salah
- Luis Nlavo
- Pierre-Emerick Aubameyang
- Shavy Babicka
- Musa Barrow
- Franck Kessié
- William Gibson
- Mohammed Sangare
- Yves Bissouma
- El Bilal Touré
- Eliesse Ben Seghir
- Abde Ezzalzouli
- Azzedine Ounahi
- Ismael Saibari
- Hakim Ziyech
- Geny Catamo
- Ousseini Badamassi
- Oumar Sako
- Daniel Sosah
- Ademola Lookman
- Victor Osimhen
- Denis Omedi
- Mohamed Awad
- Sabelo Ndzinisa
- Mahamat Thiam
- Simon Msuva
- Feisal Salum
- Yaw Annor
- Kévin Denkey
- Ali Abdi
- Walter Musona
- Oswin Appollis
- Lyle Foster
- Patrick Maswanganyi
- Thalente Mbatha
- Iqraam Rayners
- Data Elly
- Ebon Ezibon

1 doelpunt
- Ramy Bensebaini
- Riyad Mahrez
- Aïssa Mandi
- Adem Zorgane
- Randy Nteka
- Hassane Imourane
- Junior Olaitan
- Mohamed Tijani
- Gilbert Baruti
- Omaatla Kebatho
- Tumisang Orebonye
- Thabang Sesinyi
- Hassane Bandé
- Sacha Bansé
- Ousseni Bouda
- Issoufou Dayo
- Mohamed Konaté
- Bertrand Traoré
- Mokono Eldhino
- Jean-Claude Girumugisha
- Bienvenue Kanakimana
- Goduine Koyalipou
- Yacine Bourhane
- Myziane Maolida
- Faïz Selemani
- Mons Bassouamina
- Chandrel Massanga
- Dylan Batubinsika
- Théo Bongonda
- Edo Kayembe
- Fiston Mayele
- Mostafa Fathi
- Omar Marmoush
- Taher Mohamed
- Ramy Rabia
- Kenean Markneh
- Mohammednur Nasir
- Jannick Buyla
- Dorian Jr.
- Iban Salvador
- Denis Bouanga
- Rody Effaghe
- Guélor Kanga
- Abdoulie Ceesay
- Alassana Jatta
- Yankuba Minteh
- Ali Sowe
- Jerry Afriyie
- Jordan Ayew
- Alidu Seidu
- Mohamed Bayo
- Seydouba Cissé
- Abdoulaye Touré
- Mama Baldé
- Beto
- Burá
- Carlos Mané
- Simon Adingra
- Emmanuel Agbadou
- Vakoun Issouf Bayo
- Nicolas Pépé
- Christian Bassogog
- Boris Enow
- Martin Hongla
- Bryan Mbeumo
- Georges-Kévin Nkoudou
- Duke Abuya
- John Avire
- Jonah Ayunga
- Michael Olunga
- Neo Mokhachane
- Sera Motebang
- Oscar Dorley
- Sampson Dweh
- Faisal Al Badri
- Subhi Al-Dhawi
- Fahd Saad Mohamed
- Ibrahim Amada
- Carolus Andriamatsinoro
- Clément Couturier
- Lloyd Aaron
- Chawanangwa Kawonga
- Richard Mbulu
- Gabadinho Mhango
- Lanjesi Nkhoma
- Zeliat Nkhoma
- Ayoub El Kaabi
- Achraf Hakimi
- Jamal Harkass
- Sidi Bouna Amar
- Aboubakary Koïta
- Mouhamed Soueid
- Jérémy Villeneuve
- Domingues
- Elias
- Guima
- Bruno Langa
- Godwin Eiseb
- Deon Hotto
- Youssouf Oumarou
- Samuel Chukwueze
- Fisayo Dele-Bashiru
- Djihad Bizimana
- Ange Mutsinzi
- Luís Leal
- Boulaye Dia
- Pape Gueye
- Nicolas Jackson
- Ismaïla Sarr
- Amadou Bakayoko
- Abu Dumbuya
- Augustus Kargbo
- Alhassan Koroma
- Hindolo Mustapha
- Mohamed Abdelrahman
- Ahmed Al-Tash
- Abo Eisa
- Mustafa Karshoum
- Justice Figuareido
- Bongwa Matsebula
- Thubelihle Mavuso
- Lindo Mkhonta
- Kwakhe Thwala
- Mudathir Yahya
- Roger Aholou
- Thibault Klidjé
- Kodjo Fo-Doh Laba
- Ousmane Hissein
- Amine Hiver
- Mohamed Ali Ben Romdhane
- Sayfallah Ltaief
- Yassine Meriah
- Hamza Rafia
- Ferjani Sassi
- Aziz Kayondo
- Rogers Mato
- Bevis Mugabi
- Travis Mutyaba
- Jude Ssemugabi
- Emmanuel Banda
- Kelvin Kampamba
- Kings Kangwa
- Khama Billiat
- Prince Dube
- Terrence Dzvukamanja
- Tawanda Maswanhise
- Bathusi Aubaas
- Elias Mokwana
- Thapelo Morena
- Yohanna Juma
- Tito Okello
- Valentino Yuel

Eigen doelpunt
- Chimwemwe Idana (tegen Burundi)
- Clement Mzize (tegen Congo-Kinshasa)
- Amenallah Memmiche (tegen Madagaskar)
- Alfred Leku (tegen Oeganda)